# Iron Man (comics)
 (juin 2025).
Pour les articles homonymes, voir Iron Man.
Anthony « Tony » Stark, alias Iron Man (litt. « l'Homme de fer ») est un super-héros évoluant dans l'univers Marvel de la maison d'édition Marvel Comics. Créé par le scénariste Stan Lee, développé par Larry Lieber et conçu par les dessinateurs Don Heck et Jack Kirby, le personnage de fiction apparaît pour la première fois dans le comic book Tales of Suspense (vol. 1) #39 en mars 1963, scénarisé par Larry Lieber et dessiné par Don Heck.
À partir de 1968, le personnage a son propre comic, The Invincible Iron Man, publié par Marvel jusqu'en 1996 avec le no 332.
Au début de sa carrière de super-héros, Tony Stark avait pour principale occupation de lutter contre les communistes dans le contexte de la guerre froide, de manière beaucoup plus systématique que les autres personnages de Marvel Comics. Ce cadre historique a progressivement disparu, au profit d'aventures de science-fiction. Le contexte de la série Iron Man a ensuite continué d'évoluer avec les années, le personnage affrontant en majorité des menaces de type technologique.
Le corps d'Iron Man est celui d'un homme normal, sans pouvoir surnaturel ou surhumain, mais rendu surpuissant quand il revêt l'une des nombreuses armures de haute technologie conçues à l'aide des impressionnantes compétences scientifiques de Stark. L'armure, pouvant voler à des vitesses supersoniques, confère à Tony Stark une force et une résistance surhumaines et est équipée de multiples armes, capteurs et systèmes électroniques.
Le personnage est adapté au cinéma à partir du film Iron Man (2008), lequel lance l'univers cinématographique Marvel et relance la carrière de son interprète, Robert Downey Jr..

## Historique de la publication

### Iron Man classique (1963-1968)
Iron Man apparaît pour la première fois dans le comic book Tales of Suspense #39 en mars 1963. Le personnage est créé par le scénariste Stan Lee et le dessinateur Jack Kirby, même si ce dernier se contente de définir graphiquement le personnage avant de le laisser entre les mains de Don Heck, qui illustre ses premières aventures.

« Je me suis lancé un défi. À l'époque, c'était l'apogée de la guerre froide et les lecteurs, les jeunes lecteurs détestaient l'armée et la guerre, alors j'ai créé un héros qui la représentait au centième degré : un fabricant d'armes, richissime industriel fournisseur officiel de l'armée américaine... J'ai pensé que ce serait amusant d'introduire ce type de personnage dont personne ne voudrait, de leur imposer jusqu’à ce qu'ils [les lecteurs] s'y identifient... Et il est devenu extrêmement populaire. »

— Citation de Stan Lee à propos de la création du personnage d'Iron Man.
Les No 59 à 99 sont nommés "Tales of Suspense featuring Iron Man & Captain America". Les histoires d'Iron Man se poursuivent dans "Iron Man and Sub-Mariner #1" d'avril 1968 avant de continuer dans le premier numéro d'Iron Man Vol.1 de mai 1968.

### Iron Manvol.1(1968–1996)
La série comprend 332 épisodes. 
- Au premier épisode du 1er mai 1968, le scénario est écrit par Archie Goodwin, l'illustration est faite par Gene Colan. L'éditeur en chef est Stan Lee.
- Archie Goodwin reste le scénariste avec plusieurs dessinateurs dont George Tuska jusqu'au no 28 (août 1970), il est alors remplacé par Mimi Gold.
- Le scénariste Allyn Brodsky reprend Iron Man au no 30 (octobre 1970) suivi par Gerry Conway au no 35 (mars 1971)
- Au numéro 44, l'éditeur en chef devient Roy Thomas.
- Gary Friedrich s'occupe du scénario pour l'épisode no 45 puis Jim Starlin le co-écrit lors du cross-over "Thanos War" au no 55 (Octobre 1972) avec la première apparition de Thanos et de Drax le Destructeur, il réalise également les dessins.
- Gary Friedrich reprend le scénario pour l'épisode no 58 avec George Tuska au dessin (l'armure possède un nez durant ces années-là)
- Au numéro 68, l'éditeur en chef devient Len Wein.
- Au numéro 72, l'éditeur en chef devient Marv Wolfman. Len Wein est le scénariste au no 81 (Octobre 1975) pour 4 numéros avec Herb Trimpe au dessin.
- Au numéro 82, l'éditeur en chef devient Gerry Conway.
- Bill Mantlo se charge du scénario au no 86 (mai 1976) avec George Tuska au dessin pour deux numéros.
- Archie Goodwin reprend le scénario au no 88, Gerry Conway au no 91, Bill Mantlo du no 98 au no 115 (Juillet 1978). John Romita Jr. arrive au dessin durant ce dernier numéro.
- La série est reprise par les scénaristes Bob Layton et David Michelinie au no 116 (août 1978) jusqu'au no 157 (Janvier 1982)
- Denny O'Neil devient alors scénariste avec Luke McDonnell entre autres au dessin.
- Au no 200 (août 1985), Tony crée une nouvelle armure "Silver Centurion" avec Mark Bright au dessin.
- Danny Fingeroth reprend le scénario au no 210 avant le retour de Bob Layton et David Michelinie au no 215 (Novembre 1986). Layton s'occupe également des dessins en alternance avec Bright avant l'arrivée de Jackson Guice du no 233 (Avril 1988) au 240 (Novembre 1988).
- John Byrne reprend le scénario avec John Romita Jr. au dessin au no 258 (Mai 1990). Paul Ryan est dessinateur au no 266.
- Len Kaminski est au scénario au no 278 (janvier 1992). Kevin Hopgood au dessin à partir du no 280 (mars 1992) remplacé par Tom Morgan (en) au no 307 (juin 1994).
- Terry Kavanagh écrit les no 319 (juillet 1995) à 332 (juillet 1996) avec plusieurs dessinateurs[6].

### Iron Manvol.2(1996-97)
Le volume 2, comprenant 13 épisodes, fait partie de l'univers Heroes Reborn qui fait suite au crossover Onslaught (1996). Les séries Quatre Fantastiques et Iron Man sont confiés au studio de Jim Lee, Wildstorm, avec des illustrations signées Whilce Portacio.
Cette relance des titres fut mal accueillie par les fans. Normalement, cette série devait devenir une ligne officielle avec des séries non-limitées, mais cela ne dura qu'un an, malgré les excellentes ventes de la part des titres gérés par Lee.

### Iron Manvol.3(1998–2004)
La série comprend 89 épisodes.
- Kurt Busiek écrit le premier numéro de décembre 1997 avec Sean Chen au dessin.
- Joe Quesada reprend l'écriture au no 26 de février 2000.
- Alitha Martinez s'occupe des dessins à partir du no 31 de juin 2000.
- Mike Grell écrit à partir du no 50 de janvier 2002 avec Michael Ryan au dessin.
- John Jackson Miller écrit à partir du no 73 d'octobre 2003 avec Jorge Lucas au dessin.

### Iron Manvol.4(2004–2007)
La série comprend 16 épisodes.
Le concept du personnage de Tony Stark est réactualisé par le scénariste Warren Ellis et le dessinateur Adi Granov dans l'arc "Extremis".
Daniel et Charles Knauf prennent la suite au niveau du scénario avec Patrick Zircher aux dessins pour l' arc "Execute Program" du no 7 au no 12, le cross-over "Civil War" du no 13 au 14 puis l'arc "Initiative" commencé du no 15 au no 16 (mars-avril 2007) puis se poursuivant dans la série "Invincile Iron Man Vol.1" no 17 et no 18 (mai-juin 2007).

### Invincible Iron Manvol.1et 2 (2007–2012)
De 2007 à 2012, la série est renommée The Invincible Iron Man. Elle est éditée en France par Panini Comics.
Le premier volume commence au no 17 et s'achève au no 28 avec Charles Knauf au scénario. La série est alors renommée "Iron Man: Director of S.H.I.E.L.D." du no 29 au no 35 avec l'arc "With Iron Hands" scénarisé par Stuart Moore pour les 4 premiers numéros. Les numéros 33 à 35 mettent en vedette War Machine (Jim Rhodes), scénario de Christos N. Gage.
Le second volume est scénarisé par Matt Fraction et illustré par Salvador Larroca. Il dure pendant 60 numéros, de 2008 à 2012 et reçoit en 2009 le Prix Eisner de la meilleure nouvelle série. Elle est ensuite relancée avec le titre Iron Man. À partir du #33 du second volume, le titre repasse au #500 du vol.1 jusqu'au no 527 et comprenant l'arc "Fix me", le cross-over "Fear itself", les arcs "Demon", "Long Way Down", "The Future".

### Iron Manvol.5(2013–2014)
La série comprend 29 épisodes scénarisée par Kieron Gillen et illustrée par Greg Land dans les publications siglées Marvel Now!. Elle est éditée en France par Panini Comics. La série comprend les arcs "Believe", "The Godkiller", "The Secret Origin of Tony Stark", "Iron Metropolitan", "Rings of the Mandarin".

### Superior Iron Man(2014-2015)
La série comprend 9 épisodes écrits par Tom Taylor, illustrée et colorisée par Yıldıray Çınar. La série se compose de l'arc "Be Superior".

### Invincible Iron Manvol.3et 4 (2015–2018)
La série comprend 33 épisodes, finissant par le numéro 600. La série vol. 3 scénarisée par Brian Michael Bendis débute avec une mise à jour de la vie d'Iron Man dans "All-New, All-Different Marvel Universe #1" (Mars 2016) au lendemain du cross-over "Secret Wars" et comprend le cross-over "Civil War II". Dans la série vol. 4, le héros Tony Stark est remplacé par Riri Wiliams avec l'armure "Ironheart". La série comprend des arcs "Marvel Legacy", "Where Is Wolverine?", "The Search for Tony Stark".

### International Iron Man(2016)
La série comprend 7 épisodes écrits par Brian Michael Bendis. Tony Stark a appris que ses parents l'avaient adopté mais qui sont ses parents biologiques? L'enquête le mène à Sofia, Bucarest et Londres.

### Infamous Iron Man(2016-2017)
La série comprend 12 épisodes écrits par Brian Michael Bendis. Après la mort de Tony Stark durant l'arc "Civil War II", Victor Von Fatalis endosse l'armure d'Iron Man.

### Tony Stark: Iron Man(2018–2020)
La série comprend 19 épisodes écrits par Dan Slott.

### Iron Manvol.6(2020-2023)
La série comprend 25 épisodes écrits par Christopher Cantwell.

### Invincible Iron Manvol.5(2023–2024)
La série comprend 20 épisodes écrits par Gerry Duggan.

### En France
En France, la série sur Iron Man est publiée par les éditions Lug dans le magazine Strange dès son premier numéro en 1970, avec la publication de Tales of Suspense 39. À partir de son deuxième numéro, Strange enchaînera avec le numéro 2 de la série The Invincible Iron Man, datant de juin 1968, omettant ainsi les autres épisodes parus depuis 1963 dans Tales of Suspense ainsi que le premier The Invincible Iron Man. Certains de ces épisodes furent cependant publiés parallèlement dans les petits formats Arédit/Artima (Aventures Fiction, Eclipso) en 1971-72, puis ultérieurement dans Strange Spécial Origines dans les années 1980.
Le magazine Strange est ensuite repris par les éditions Semic en reprenant les publications américaines de Marvel, jusqu'en octobre 1996, quand Semic perdit la licence Marvel pour la France. En janvier 1997, son concurrent Panini (propriété du groupe Marvel Entertainment), par l'entremise de sa marque « Marvel France » obtient la licence Marvel Comics pour une traduction et une publication des comic-books de l'éditeur américain en France.
En février 1997, Iron Man est publié par Panini dans le magazine Avengers à partir du deuxième numéro : Iron man #323 (épisode « Les yeux de l'innocence ») et jusqu'au 13e numéro d'Avengers avec Iron-man #332 (épisode « La longue nuit »).

## Biographie du personnage

### Personnage initial
Anthony Edward Stark, dit « Tony » Stark, est un industriel américain originaire de Long Island dans l'État de New York. Il est le fils de Howard Stark, un scientifique (par ailleurs alcoolique) à la tête de Stark International, une entreprise affiliée au complexe militaro-industriel du gouvernement américain, et de son épouse Maria Collins Carbonell-Stark.
Avec l'entreprise que son père lui a léguée, Tony travaille à la fabrication d'armes pour le gouvernement américain. Cette activité amène Stark, par ailleurs playboy de la jet-set, dont le physique, le statut et les activités rappellent délibérément ceux de Howard Hughes à se rendre au Viêt Nam, alors que ce pays est en guerre contre les États-Unis, pour démontrer la puissance d'une de ses nouvelles inventions de l'époque : les « transistors », des objets capables de décupler la puissance de n'importe quelle arme.
Malheureusement, Stark saute accidentellement sur une mine qui projette des éclats de métal près de son cœur. Capturé par les soldats vietnamiens, il est obligé par leur chef à fabriquer des armes en compagnie d'un scientifique asiatique, le professeur Yinsen, lui aussi prisonnier. Conscients de la mort imminente de Tony Stark en raison des éclats présents dans son thorax, les deux hommes décident de mettre au point un dispositif destiné à stopper la progression des éclats dans le corps de Stark : une armure équipée de « transistors ». Lors de leur évasion, le professeur Yinsen est tué par une balle perdue. Une fois habitué à son nouveau corps de métal, Stark se débarrasse facilement de ses adversaires et s'enfuit.
Iron Man commence à se faire une réputation, devenant l’un des principaux super-héros des États-Unis. Immédiatement après la première apparition de sa secrétaire Pepper Potts, Tony lui porte une attention croissante, créant ainsi un triangle amoureux entre elle, Tony et le chauffeur et assistant de Stark, Happy Hogan (en). Pepper s’intéresse un temps à Iron Man, ignorant que lui et Stark sont la même personne. Finalement, elle tombe amoureuse d’Hogan et l’épouse, emménageant avec lui dans le numéro 91 de Tales of Suspense, bien que cette relation ne soit pas sans nuages.
Pendant cette période, Iron Man affronte non seulement des ennemis communistes et des bandits notoires, mais également des ennemis récurrents tels la Dynamo pourpre, le Mandarin, la Veuve noire, La Licorne, Œil-de-faucon, le Caméléon, Kraven le chasseur, l'Homme de titanium, le Penseur fou, Batroc, Ultimo, Namor, la Gargouille grise ou Whiplash (par ordre d'apparition dans la série).

#### Fondation des Vengeurs
Quand l’incroyable Hulk est accusé à tort de crimes orchestrés par le sorcier asgardien Loki, afin d’amener le Titan vert combattre son demi-frère Thor, le jeune ami de Hulk, Rick Jones, envoie un appel de détresse aux Quatre Fantastiques. Par chance, le message est aussi intercepté par Iron Man, Thor, Ant-Man et la Guêpe. Ceux-ci font finalement équipe avec Hulk pour vaincre Loki. Ant-Man suggère ensuite que les cinq héros demeurent ensemble sous la forme d’une équipe permanente, que la Guêpe baptise les Vengeurs (« Avengers » en VO).
Tony est un élément clé dans la mise en place de l’équipe, commençant par la financer d’abord avec sa propre fortune, puis au travers de la fondation Maria Stark, une organisation caritative consacrée au financement des plus puissants héros du monde. Il leur fournit également le manoir familial de Manhattan pour tenir lieu de quartier général, un bâtiment désormais connu sous le nom de Manoir des Vengeurs (en) (« Avengers Mansion »). Un majordome depuis longtemps au service de sa famille Stark, Edwin Jarvis, est le seul membre du personnel qui reste au manoir pour servir les Vengeurs, se révélant rapidement un élément indispensable à la cohérence du nouveau groupe.
Peu de temps après la création des Vengeurs, ceux-ci retrouvent Captain America, le héros des années 1940, emprisonné dans les glaces de l’Arctique depuis la fin de la Seconde Guerre mondiale. Celui-ci deviendra le leader de l'équipe quand Tony Stark prendra ses distances avec les Vengeurs, alors rejoints par Œil-de-faucon (« Hawkeye », Clint Barton), la Sorcière rouge et Vif-Argent. Iron Man reviendra sporadiquement dans les aventures des Vengeurs, notamment pour y faire admettre la Vision, un « synthézoïde » (androïde) créé par le robot Ultron.
Pepper et Happy Hogan quittent ensuite Stark Industries et s’installent dans les montagnes Rocheuses, puis à Cleveland où ils adoptent des enfants, n’ayant pu réussir à en concevoir. Ils disparaissent ensuite du fil principal des histoires d’Iron Man.
Au fil des ans, Stark affine et modifie constamment la conception de son armure. À partir de son premier concept en fer, volumineux et transistorisé, il élabore finalement une combinaison à circuit intégré relativement légère et à polarisation magnétique, avec une musculature articulée d'apparence plus humaine. L'extraordinaire génie mécanique de Stark lui permet de maintenir son armure à la pointe de la technologie. Stark subit finalement une transplantation cardiaque qui surprime son problème des éclats métalliques proches de son cœur, même si un Défibrillateur automatique externe nucléaire est toujours présent dans son armure en cas d'urgence
De retour au sein des Vengeurs, Iron Man participe à la Guerre Kree-Skrull aux côtés de Thor et Captain America.
Pour des raisons morales, Stark décide d'arrêter de fabriquer des armements, et consacre son entreprise à d'autres domaines de la technologie.
À la suite des développements de sa propre série Iron Man, le personnage de Stark quittera les Vengeurs, alors que Tony succombe à l'alcoolisme et que James Rhodes prend le relais en tant qu'Iron Man.

#### Alcoolisme
Une fois son problème cardiaque réglé, les scénaristes de la série Iron Man, David Michelinie et Bob Layton, adjoignent à Tony Stark un problème d'alcoolisme qui le suit en permanence, et qui l'oblige même pendant une longue période à abandonner l'armure d'Iron Man.
Lorsqu'un industriel rival de Stark, Justin Hammer, conçoit un appareil lui conférant un contrôle limité sur l’armure d’Iron Man, celui-ci commence à tester cette capacité en créant des dysfonctionnements apparemment aléatoires pour l’armure. Hammer tire finalement un plein avantage de son système quand Iron Man assiste, comme invité, à une cérémonie publique de Sergei Kotznin, l’ambassadeur de Carmélie, dont le pays était sur le point de signer un contrat avec Stark International. Hammer déclenche l’un des rayons répulseurs de l’armure d'Iron Man qui transperce la poitrine de Kotznin, le tuant sur le coup, sous les yeux de tous les invités. Avec Iron Man recherché par la police et l’armure confisquée, Tony se fait entraîner par Captain America dans diverses techniques de combats à mains nues, afin de pouvoir laver son nom sans utiliser son armure.
Stark insiste alors pour que Jim Rhodes assume la responsabilité d'être Iron Man pendant un certain temps. À contrecœur, Rhodes accepte. Rhodes avertit les Vengeurs qu'Iron Man sera en congé pour un certain temps, ignorant que plusieurs des Vengeurs savaient qu'Iron Man était Tony Stark.
Découvrant que Hammer dirigeait une île artificielle privée remplie de criminels costumés, tous à son service, Tony Stark triomphe d’eux en revêtant une autre de ses armures, puis capture l’un des meilleurs scientifiques de Hammer afin qu’il témoigne pour lui afin de l'innocenter ; cependant, Hammer reste hors de toute atteinte aux yeux de la loi.
Le stress né de la combinaison des machinations de Hammer et de la constante pression du SHIELD sur son entreprise, poussent Tony à boire plus que de raison, souvent car, comme tous les héros de Stan Lee, Iron Man est un « type avec des super-pouvoirs, mais également des super-problèmes ». Ainsi, l'homme adulé et admiré par les foules doit-il rester enfermé dans une armure pour rester en vie.

#### Stane International

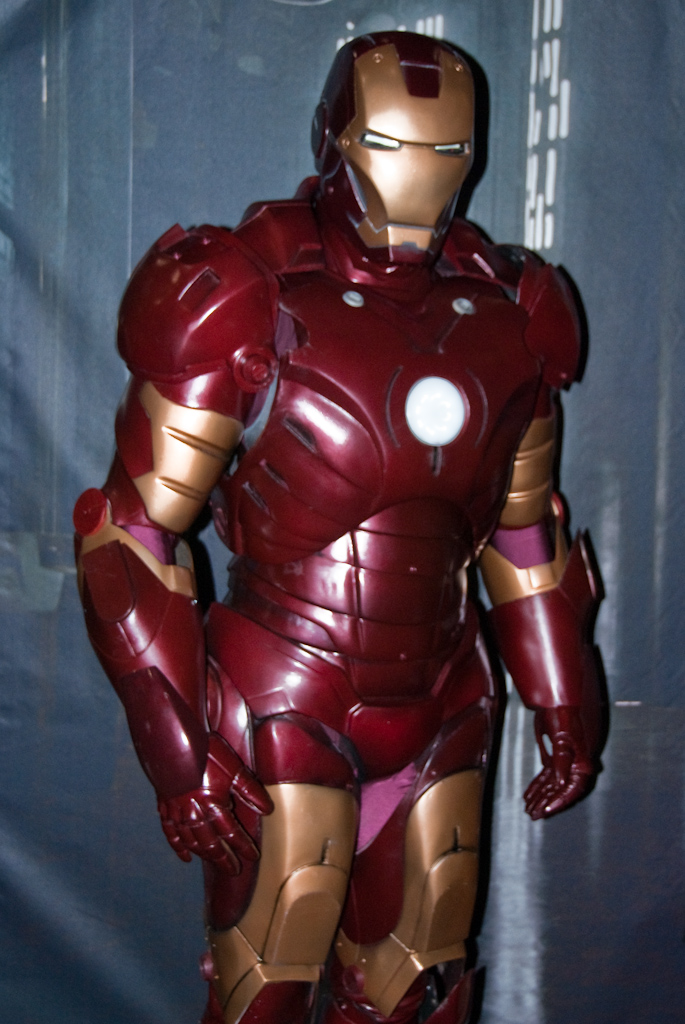
Cosplay d'Iron Man.

Obadiah Stane, un riche homme d'affaires et vendeur d'armes dirigeant sa propre compagnie, « Stane International », travaillait en collaboration avec l'industriel Howard Stark, le directeur de Stark Industries et père de Tony. Lorsque ce dernier périt avec sa femme dans un accident de voiture, Stane décide de prendre le contrôle de sa société, maintenant contrôlée par son fils Tony. Comme à son habitude, Stane emploie une série de coups psychologiques pour atteindre moralement Stark, incluant l'attaque de son ami James Rhodes, une confrontation avec Stark, une manipulation au moyen de l'une de ses maîtresses, etc.
Tony apprend finalement que Stane est le responsable de tous ces évènements, mais ne parvient pas à obtenir la preuve de ses méfaits. Cette série d'incidents conduit Stark à tomber dans l'alcoolisme et la déchéance, l'amenant à cesser temporairement sa carrière en tant qu'Iron Man, qui est assurée durant cette période par Rhodes. Avec l'aide du SHIELD, Stane rachète Stark International et l’intègre à sa propre société, laissant Tony Stark à sa déchéance, devenu un clochard alcoolique et sans-abri. Par la suite, Rhodes refuse de donner l'armure d'Iron Man à Stane.
Ce dernier fait alors des recherches et découvre des notes laissées par Stark sur la conception de l'armure. Cependant, ces notes sont incomplètes et complexes à mettre en œuvre. Stane fait venir une équipe de scientifiques pour les analyser et utilise le résultat pour créer l'armure Iron Monger, supposée être bien plus puissante que celle d'Iron Man. Il considère temporairement l'idée d'en créer une armée entière, pour envahir le pays de son choix.
Cependant, Stark, toujours à la rue, se lia d'amitié avec une femme vagabonde et enceinte. La jeune femme périt lors de l'accouchement, mais fait promettre à Stark de protéger son enfant. Ce vœu donne alors à Tony la force de surmonter son addiction. Rétabli, il crée une nouvelle armure, l'armure « Silver Centurion » mark VII et une nouvelle entreprise d’informatique à succès, « Circuits Maximus ».
Stane envoie l'un de ses hommes attaquer Circuits Maximus et réalise que le « nouvel » Iron Man est en fait Stark. Décidé à en finir avec son rival, il échange les esprits de Bethany Cabe et Madame Masque au moyen d'une machine, enlève Pepper Potts, Happy Hogan (en) et Bambi Arbogast puis tue Morley Erwin en faisant exploser Circuits Maximus.
Stane croit ainsi pouvoir ramener Stark à son alcoolisme mais, au cours d'une confrontation de Tony avec la sœur de Morley Erwin à l’hôpital, Stark décide d'utiliser l'armure Silver Centurion pour combattre Stane une fois de plus.
En tant qu'Iron Man, Stark fait face à Stane pour la propriété de Stane International et défait ses agents, même ceux qui avaient semblé être de taille contre son armure précédente. Stane revêt alors l'armure Iron Monger et se confronte à Stark. Mais il s’avère que si Iron Monger était plus puissante que l'armure originale d'Iron Man, elle ne l'était plus face au modèle Silver Centurion. Stane tente de piéger Iron Man en utilisant ses amis comme otage, mais échoue.
Utilisant son dernier atout, Stane s'empare du bébé que Stark avait été chargé de protéger, menaçant de l'écraser de ses mains si Stark ne retirait pas son casque. Mais Tony se rend alors compte que Stane n’est pas encore assez expérimenté pour contrôler son armure sans l'aide d'un ordinateur. Il détruit l'ordinateur, faisant perdre en partie le contrôle d'Iron Monger à Stane, ce qui lui permet de sauver le bébé. Définitivement vaincu, Stane se suicide en retirant son casque, puis en se projetant de lui-même un rayon répulseur à bout portant en pleine tête. Iron Man est ainsi la seule personne à assister à la mort de Stane. Peu après, le personnel de sécurité de Stane International enlève le cadavre de la scène du combat.
Par la suite, Stark reprend le contrôle de sa fortune mais décide de ne pas récupérer Stane International. Au lieu de cela, il préfére créer une nouvelle société, Stark Entreprises, basée en Californie. La mort d’Obadiah Stane ne fut jamais annoncée officiellement ; seuls Tony Stark, quelques-uns de ses associés, ainsi que le personnel de sécurité de Stane International et des hauts responsables du SHIELD sont au courant de son décès. Stane International continua d'être le fournisseur principal du SHIELD jusqu’à ce que finalement Stark décide de récupérer son ancienne société, l’intégrant à son conglomérat des Entreprises Stark.
À cause du fait qu'elle a été enlevée par Stane, Pepper demande à Tony de rester hors de leurs vies, à elle et Happy Hogan.
Lors des premières Guerres secrètes, c'est Jim Rhodes qui portait l'armure d'Iron Man puis qui fut admis dans l'équipe des Vengeurs de la Côte Ouest dirigée par Clint Barton.

#### La Guerre des armures

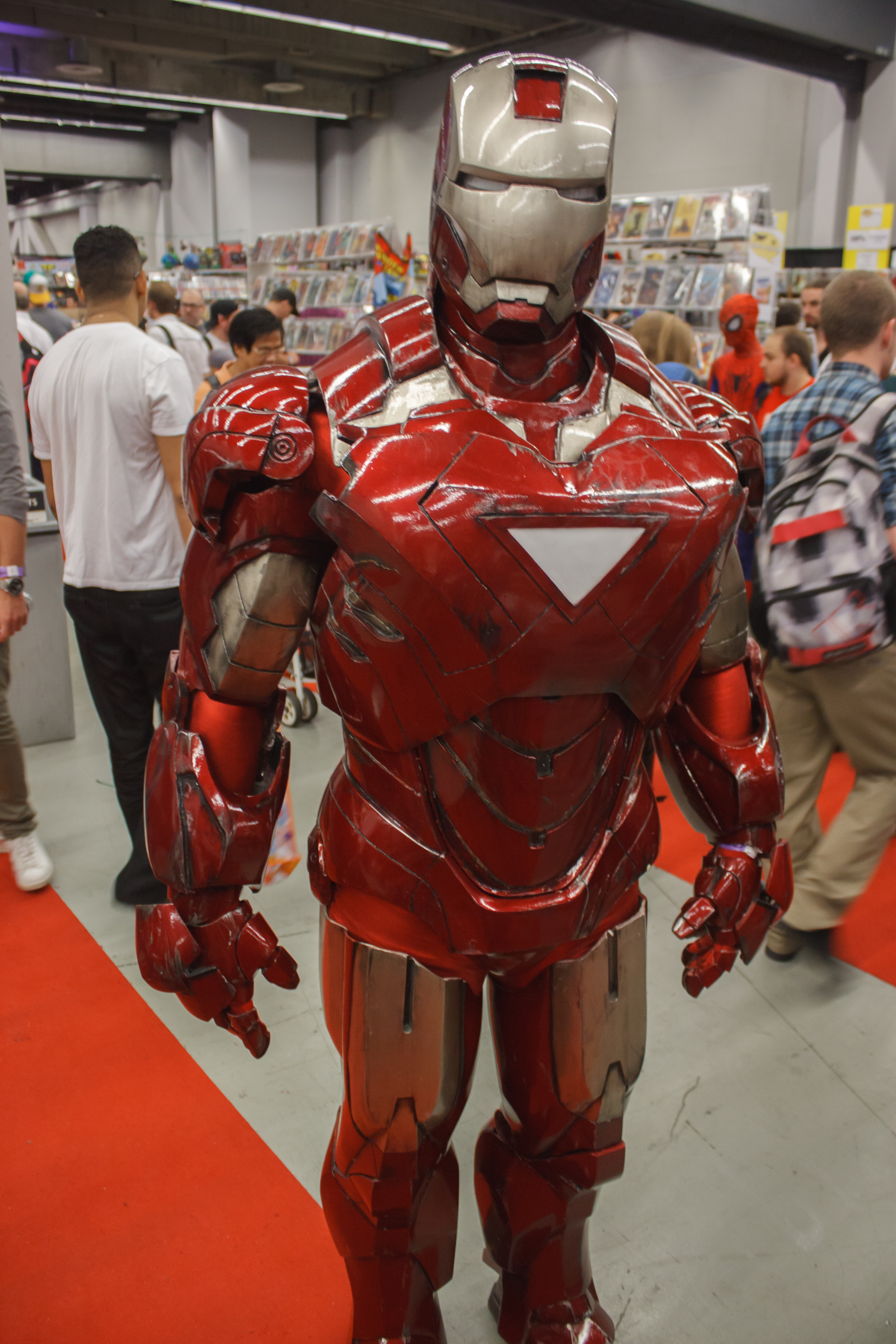
Cosplay d'Iron Man.

Justin Hammer réussit à obtenir toutes les actions de Stane International, alors que Tony Stark croyait avoir retransformé l'entreprise en Stark International. Hammer embauche alors le Spymaster pour voler les plans des armures d'Iron Man, et les revendre à des super-criminels comme le Mauler, la Dynamo pourpre et l'Homme de titanium.
Hammer envoie plus tard le Rhino faire évader Blizzard de prison. 
Furieux d'apprendre que le fruit de son travail est désormais entre les mains de tels individus, Stark décide de les en priver définitivement. Il introduit alors un virus au sein des serveurs informatiques de la société de Hammer, de manière à effacer toute trace des plans de ses armures.
En tant qu'Iron Man, il entreprend ensuite de rechercher et traquer les criminels ou les organisations liées à ce vol, à l'image des gardes de la prison américaine nommé la Voûte, ou le super-vilain le Scarabée, en possession d'armures de combat de conception similaire à la sienne. Il implante ainsi dans chacune d'entre elles des « Negators » de sa fabrication, qui ont pour effet de faire « griller » l'intégralité des circuits d'origine Stark.
Malencontreusement, au cours de ces événements Iron Man entraîne la mort en Russie de la seconde incarnation de l'Homme de titanium. Il est dès lors considéré comme un criminel aux yeux du gouvernement américain, ce qui marque également le début d'une profonde rivalité avec son partenaire des Vengeurs et ami Captain America. Stark annonce alors publiquement qu'Iron Man (toujours considéré à l'époque comme son garde du corps officiel) a été démis de ses fonctions, en raison de ces activités illégales. Stark va même jusqu'à inventer de toutes pièces l’identité, ainsi que l'histoire, d'un certain « Randall Pierce », la soi-disant véritable identité secrète d'Iron Man. Ce dernier est, peu après, apparemment détruit tout en combattant les forces de l'ordre.
En réalité, Stark a survécu à cet assaut et conçu une armure considérablement plus sophistiquée que ses précédentes. Celle-ci dispose en effet d'une technologie bien plus avancée que celle que Spymaster avait pu subtiliser. Stark continue ensuite d'incarner le personnage d'Iron Man, tout en prétendant qu'un de ses employés (dont l'identité est tenue secrète) est le nouveau le porteur de l'armure.
Justin Hammer dirige ensuite son équipe B (Blacklash, Blizzard, et Boomerang) pour affronter le Fantôme et Iron Man. Alors que le complot échoue, Hammer est contraint de renoncer à ses stratagèmes contre les intérêts de Stark et de lui revendre toutes les actions de Stane International, pour un prix symbolique.
Cependant Hammer, découvrant qu'il est atteint d'un cancer fatal, se résout à tuer Iron Man avant de mourir. Échafaudant un plan suicidaire, il enlève le Vengeur et l'amène à sa station spatiale. Mais, au cours du combat, Hammer est congelé dans un bloc de glace, qui est ensuite projeté dans l'espace.

#### Stark paralysé
Quand Kathy Dare, une des anciennes amantes de Tony Stark à l'esprit instable, tire sur lui, l'attaque blesse Tony gravement à la colonne vertébrale, et semble l'avoir paralysé aux jambes de manière irrévocable. Cependant, Stark parvient toujours à marcher normalement avec l'aide de son armure d'Iron Man.
Un dispositif doté d'une puce électronique est ensuite implanté dans la colonne vertébrale de Stark, ce qui lui permet de marcher et de se déplacer à nouveau normalement. Stark fait alors partie d'une équipe de Vengeurs qui voyage dans l'espace de l'empire Kree, lorsque le Soleil de la Terre est mis en danger par la tentative des Kree de l'utiliser comme source d'énergie pour une créer une « hyperporte » pour leur nouveau conflit avec l'empire Shi'ar. Stark mène le groupe à tuer l'Intelligence suprême (en) Kree et à détruire une partie importante de l'empire Kree.
La « bio-puce » qui permettait à Stark de marcher s’avère ensuite problématique, des lésions nerveuses dégénératives apparaissant dans le corps de Stark. Ce problème est ensuite aggravé par l'attaque de Kearson DeWitt, un fou qui affirmait que Stark avait volé les créations de son père, quand DeWitt l'attaque en injectant dans son système nerveux un virus techno-organique. Stark réussit à survivre, étant temporairement et secrètement placé en cryo-stase. Cependant, la mort de Tony Stark est faussement confirmée à la presse. Une cérémonie funèbre a même lieu, au cours de laquelle James Rhodes (qui a pris la place de Stark en tant que PDG) jette les (fausses) cendres du corps de Tony du haut de la tour Stark, sans savoir qu'il s’agit d'une supercherie.
Peu de temps après avoir récupéré, Stark est blessé par les retours d'un système électronique de « téléprésence » qui lui permet de contrôler à distance son armure modèle Mark XII, alors qu'il combattait Ultimo. Stark retrouve finalement un minimum d'autonomie et crée l'armure Mark XIII pour défaire Ultimo.
Stark est ensuite contraint de restructurer Stark Enterprises lorsque plusieurs décisions commerciales de Stane sont divulguées à la presse. Cela amène également un certain nombre d'autres héros (notamment Hulk) à affronter Iron Man, concernant ses usines de production de bombes à rayonnement gamma.
Stark se dispute également avec Rhodes au sujet de plusieurs décisions, bien intentionnées mais erronées, que Jim a prises en tant que PDG (comme la vente d'actifs nucléaires à une société factice, secrètement exploitée par l'AIM). Rhodes est aussi toujours en colère à cause de Stark qui lui a menti au sujet de sa prétendue mort. Les deux hommes s'affrontent brièvement en combat, mais conservent finalement leur amitié après une confrontation face au Mandarin.
Tony accepte de mettre fin aux Vengeurs de la Côte Ouest après des tensions internes, liées à des conflits passés, formant par la suite l'équipe Force Works, dirigée à sa place par la Sorcière rouge. Avec l'intention d'essayer d'anticiper les catastrophes naturelles et celles causées par l'homme, plutôt que de simplement réagir aux événements, Stark fournit à son équipe un accès complet à sa technologie de pointe.

#### Trahison
Dans l'arc narratif intitulé Avengers: The Crossing and Timeslide, il est révélé que Tony Stark aurait été secrètement un super-vilain depuis les débuts de sa carrière en tant qu'Iron Man ; sa mission aurait été d'infiltrer les Vengeurs pour le compte de Kang (bien qu'en réalité, ce dernier a causé cela en voyageant dans le temps, puis en exerçant un contrôle mental sur Stark).
Exploitant la connexion au réseau neuronal du cerveau de Stark, Kang/Immortus a manipulé Iron Man pour qu'il fasse ce qu'il voulait. Lorsque la branche de la Côte ouest des Vengeurs est fermée par Stark, Immortus manipule celui-ci pour qu'il forme un nouveau groupe, appelé Force Works. Stark utilise ensuite son immense fortune pour construire un quartier général pour l'équipe, appelé « The Works ».
À l'insu de ses coéquipiers de l'époque, Stark a également construit une salle secrète dans ce QG, avec une technologie de manipulation chronographique contrôlée par un ordinateur nommé VIRGIL. Stark a également été manipulé pour construire le déclencheur de l'arme dans un satellite qu'il construisait pour Starcore.
Une fois ceci accompli, Immortus a commencé à rendre lentement Iron Man fou, lui occasionnant des hallucinations et des évanouissements, afin de le manipuler plus facilement. Par ailleurs, il a observé que pendant leur bataille contre Proctor, le quartier général des Vengeurs avait été détruit. À la mort de Proctor, le Gardien de sa dimension (la Terre-374), Ute, remplace leur quartier général détruit par un homologue d'une autre dimension. Immortus utilise cette transition pour cacher une porte secrète abritant une machine à voyager dans le temps, permettant à ses agents de traverser l'ère moderne. Sous son influence, Stark commet un certain nombre d'actes horribles en assassinant plusieurs personnes.
Les Vengeurs, après avoir découvert le pot aux roses, décident de retourner dans le passé d'une réalité alternative de l'univers Marvel (la Terre-96020) pour enrôler un jeune Tony Stark encore adolescent. Lors de l'affrontement avec le Stark original, celui-ci, voyant son double adolescent, est suffisamment choqué pour reprendre le contrôle de lui-même, se sacrifiant ensuite pour aider à vaincre Kang/Immortus.

#### Heroes Reborn
Après la mort de Tony Stark, son double adolescent originaire de la Terre-96020 reste dans le présent et le remplace comme Iron Man, ainsi qu'à la tête de Stark Industries pour quelque temps, avant de mourir à son tour des mains d'Onslaught.
Cependant, la saga Avengers Forever (en) annule cette relecture, en ne faisant remonter la trahison de Stark qu'à quelques mois, et en révélant que Kang n'était en fait qu'un extra-terrestre dont la race est connue sous le nom des « Space Phantoms ».
Tony Stark réapparaît adulte dans l'univers alternatif Heroes Reborn. Bien que les héros sont considérés comme morts dans la réalité de la Terre-616 (la réalité Marvel standard), Franklin Richards les a inconsciemment sauvés en les envoyant vers une Terre alternative qu’il a créé à l’intérieur d’une poche dimensionnelle (un univers de poche (en)), accessible seulement par un globe bleu qu’il se met à emporter avec lui en permanence.
Dans cet univers alternatif, les héros entament de nouvelles existences sans aucun souvenir de leurs vies antérieures sur la Terre-616, bien que leur nouvelle vie soit fortement influencée par les souvenirs de Franklin les concernant.
Un natif de cet univers, Conner « Rebel » O’Reilly, a conçu l'armure « Prométhée » (similaire à celle de Stark), avant de mourir pendant la phase d'essai. Longtemps après, une nouvelle version de Hulk détruit l'hélicoptère transportant Stark. Pour sauver sa vie, Stark reconfigure l’armure Prométhée afin d’en faire aussi un système de sauvetage. Stark se promet alors d’employer la puissance de l’armure pour faire la différence dans le monde, et se rebaptise Iron Man. Dans le même temps, il renonça à sa vie hédoniste et abandonne l’alcool.
Iron Man croise brièvement Phénix (Jean Grey) après une attaque psionique qu’elle subissait sur la Terre-616. Pour torturer Stark, le Docteur Fatalis ramène O’Reilly à la vie, mais le tue au cours du combat, après qu'O’Reilly a échangé sa place avec celle de Stark pour lui sauver la vie. Puis, Stark endommage accidentellement le Chronomètre de Fatalis, les projetant à travers le temps, et particulièrement vers des événements du passé de la Terre-616.
Quand le Galactus de cet univers se rend sur la Terre pour en absorber l'énergie, les héros réfugiés s’associent aux habitants de l'univers Heroes Reborn pour combattre ses hérauts. Se protégeant grâce au bouclier de Captain America, et employant une technologie mise au point par O’Reilly, Fatalis, Red Richards et Stark, le Surfer d'argent détruit Galactus mais disparaît dans le même temps.
Les voyages temporels récurrents de Fatalis, ainsi que les attaques de Galactus, déchirent le tissu de la trame spatio-temporelle ; la création de Franklin attire finalement l’attention du Céleste Tiammut, une entité quasi-omnipotente de la Terre-616.
À la suite de cette expérience, Iron Man est refaçonné de manière inconsciente par Franklin Richards, devenant un amalgame de sa version de la poche dimensionnelle de Franklin, de l’adolescent de la Terre-96020 et du héros décédé de la Terre-616, Stark conservant les souvenirs collectifs et les expériences de ces trois versions. Il retourne ensuite, comme les autres héros venus sur le monde de Heroes Reborn, vers la Terre-616.

#### Stark Solutions
De retour dans l'univers Marvel classique, le nouveau Tony Stark refuse de contester l'acquisition de sa société par Fujikawa Industries, qui a eu lieu pendant son absence. Il forme alors une nouvelle société, « Stark Solutions ».
Ses blessures, causées par la lutte contre le Mandarin et d'autres ennemis, ont révélé un danger d'exposition à long terme concernant son armure. Pour y remédier, Stark repense les systèmes d'alimentation et d'isolation de celle-ci. L’intelligence artificielle de l’androïde Jocaste est récupérée via Sunset Bain (en). Les Fils de Yinsen, qui sont devenus des adorateurs de son mentor et de la technologie Stark, contactent Tony.

### Origines redéfinies et biographie
Afin de réactualiser le personnage (qui serait trop vieux dans les années 2000 s'il avait participé à la guerre du Viêt Nam), Marvel Comics redéfinit les origines d'Iron Man dans l’Official Handbook of the Marvel Universe: Avengers 2004.
Tony Stark est le fils d'Howard Stark, le patron des puissantes Stark Industries, ce dernier étant un alcoolique. Tony Stark grandit et devient un inventeur brillant et imaginatif. Entré au Massachusetts Institute of Technology (MIT) à 15 ans, il en sort major de sa promotion. Lorsque ses parents meurent dans un accident de voiture causé par des freins défectueux, il prend les rênes de Stark Industries et rachète la société ayant construit la voiture, afin de remédier lui-même au défaut.

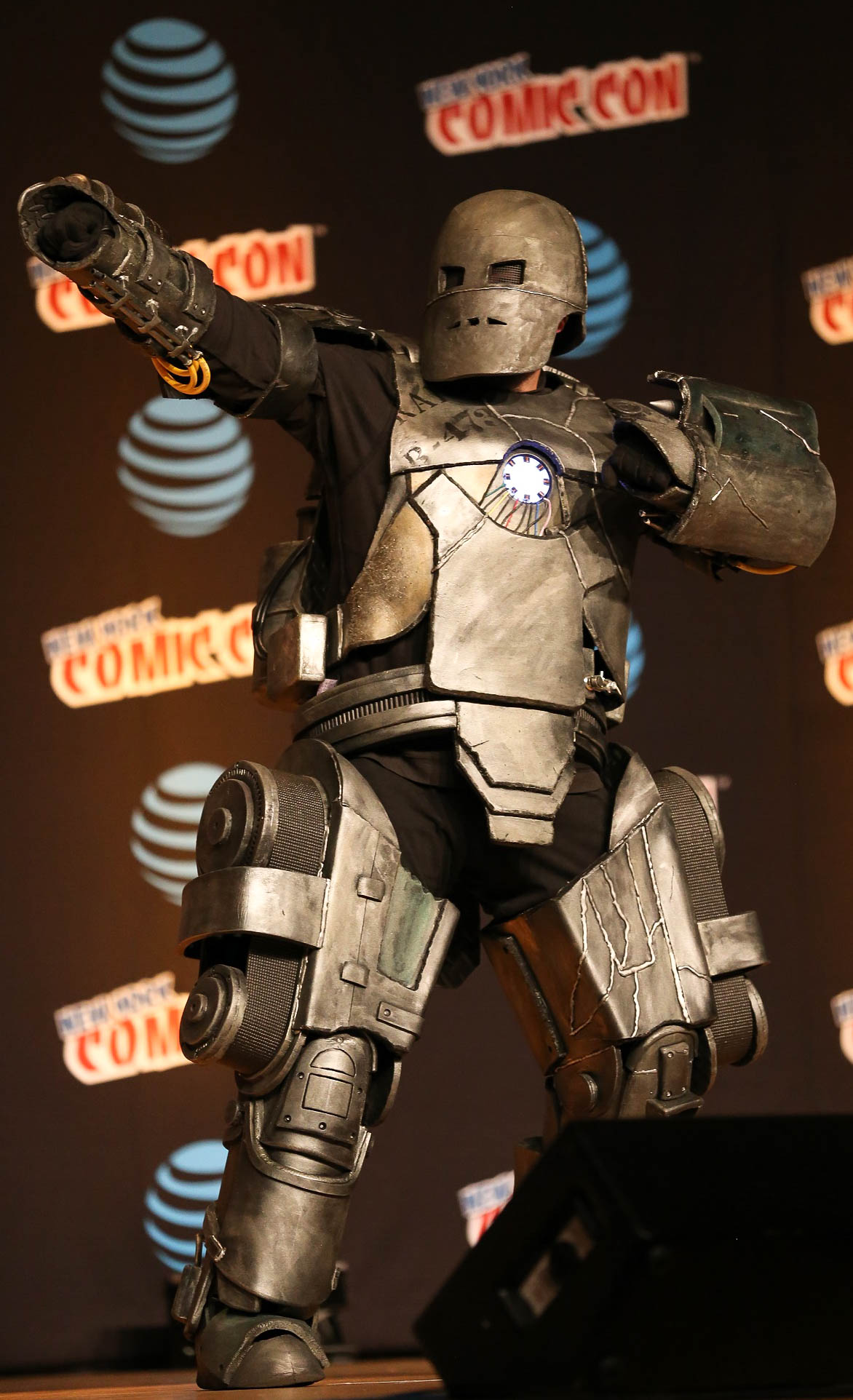
Cosplay de la première armure d'Iron Man (Mark I) telle que présentée dans le film Iron Man (2008).

Charmant playboy et à l'aise en société, il décide finalement d'aller visiter une de ses usines en Asie. Il tombe sur des rebelles locaux voulant s'en prendre à ses biens. Durant l'altercation, une explosion s’ensuit et propulse un petit bout de métal sur Stark, qui entaille légèrement son cœur. Capturé avec Ho Yinsen par Wong-Chu (qui sert le Mandarin), les deux prisonniers s'ingénient à trouver un moyen de s'échapper. Afin de survivre, Stark revêt le plastron du prototype d'une armure de combat mise au point avec Ho Yinsen, puis réussit à s'enfuir avec la totalité de celle-ci, grâce au sacrifice de son ami. Dans sa fuite, il rencontre James Rhodes, un pilote de l'US Air Force, qu'il engage de retour aux États-Unis. Stark est maintenant le héros Iron Man.
Finalement, on lui retire les éclats qui l'handicapaient tant. Il conçoit des armures de plus en plus perfectionnées et cesse de fabriquer des armes, en hommage au professeur Yinsen. Il combat le crime en tant qu'Iron Man, officiellement son garde du corps et vitrine technologique de Stark Industries.
Après l’implication des Vengeurs dans la Guerre Kree-Skrull, Iron Man réunit Mr Fantastic des Quatre Fantastiques, Flèche noire des Inhumains, le Professeur Xavier des X-Men, le Docteur Strange (alors le Sorcier suprême de la dimension terrestre), la Panthère noire (T’Challa) du royaume du Wakanda et Namor, le souverain d’Atlantis, afin de fonder les Illuminati, une organisation secrète visant à superviser et diriger la communauté héroïque, alors en pleine explosion. Les divergences de vues et d’anciennes tensions empêchèrent de s’accorder sur ce point mais, à l’exception de la Panthère noire (qui refuse de participer au groupe), l'assemblée réunie par Stark tombe d’accord pour un partage mutuel d’informations relatives aux menaces susceptibles d'arriver à la Terre.

#### Extremis
En 2005-2006, le concept du personnage de Tony Stark est réactualisé par le scénariste Warren Ellis et le dessinateur Adi Granov, dans Iron Man vol. 4 #1-6.
Stark retourne au travail à un rythme effréné, dormant souvent dans son laboratoire. Une ancienne camarade de classe, nommée Maya Hansen, lui demande de l'aide concernant un projet de sérum de super soldat nommé « Extremis », confié à un petit groupe terroriste. Iron Man combat le terroriste augmenté Mallen, mais celui-ci détruit son armure et lui inflige de graves blessures. Forcé d'utiliser Extremis sur lui-même, Stark guérit et se retrouve capable de s'interfacer directement avec la technologie, en particulier avec sa nouvelle armure mark XXIX. Poursuivant à nouveau Mallen, le terroriste force la main de Tony qui doit le tuer.
Après les événements de l'histoire Avengers Disassembled, des super-héros tirés des différentes séries de comics Marvel sont réunis à l'occasion d'une évasion massive de super-vilains de la prison de très haute sécurité du Raft à Rikers Island. Captain America (avec l'appui de Tony) décide alors de remonter une équipe de Vengeurs avec les héros présents au Raft ce soir-là. Tous acceptent, à l'exception de Matt Murdock (alias Daredevil). Leur première mission est de retrouver les commanditaires de l'évasion de masse du Raft, et d'empêcher les quarante-six super-criminels évadés de nuire. Ils contribuent à relancer les Avengers, incluant cette fois des héros comme Spider-Man et Wolverine dans leurs rangs, et fournit également son gratte-ciel de Manhattan, la Tour Stark, pour en faire leur nouvelle base d’opérations. Jarvis est réengagé afin de servir les Avengers à la tour Stark, bientôt surnommée la tour des Avengers.
Tony devint en quelque sorte un mentor pour Spider-Man, et l’encourage à déménager avec sa tante May et son épouse Mary-Jane à la tour Stark, après que leur maison a été détruite lors d’un combat. Tony fournit également à Spider-Man un ensemble d’armures personnelles améliorant ses pouvoirs. Les Illuminati se retrouvent une nouvelle fois, pour discuter du danger représenté par Hulk ; en dépit de dissensions croissantes, ils décident de l’exiler sur une autre planète, inhabitée, afin de protéger la Terre.
Apprenant l’intérêt du Congrès pour une loi de recensement des êtres surhumains (le projet de loi Superhuman Registration Act (en), ou SRA), Tony emmène Peter Parker avec lui à Washington DC dans l’espoir d’arrêter les débats. Il emploie alors secrètement son vieil ennemi, l'Homme de titanium, pour déclencher une bataille afin de démontrer l’importance des héros surhumains.

#### Civil War

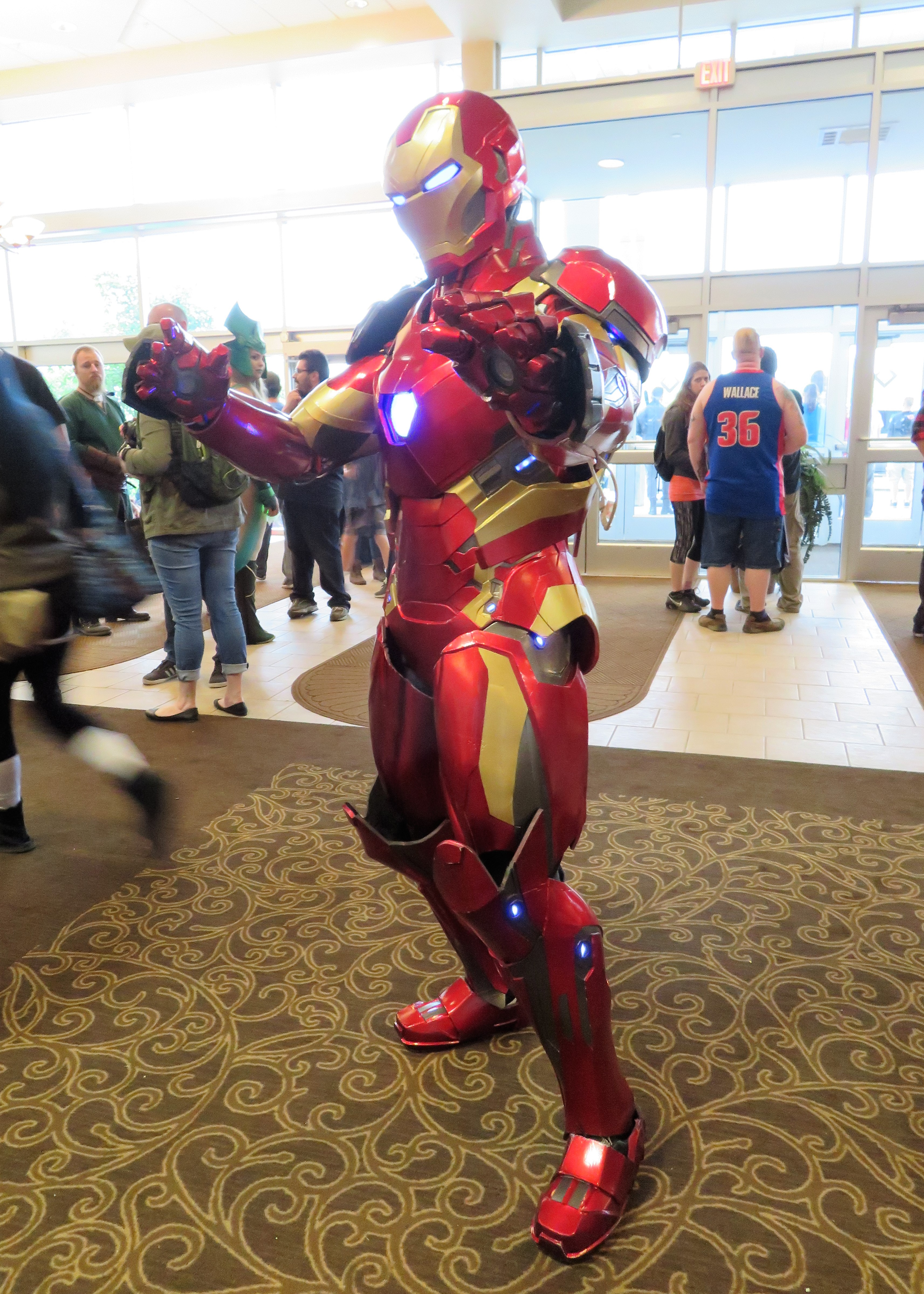
Cosplay d'Iron Man.

Début de l'arc narratif Civil War : après un combat entre les New Warriors et le super-vilain Nitro, à Stamford dans le Connecticut, combat qui cause la mort de nombreux écoliers, la pression publique pousse pour adopter le SRA. Cette fois-ci, Tony Stark soutient la mesure, croyant que si la communauté héroïque ne prend pas en main d'elle-même la situation, ils seront à terme impuissants face au gouvernement. Il s’agissait aussi de saisir l’occasion pour atteindre les objectifs initiaux de la formation des Illuminati.
Mais la plupart des autres Illuminati se retrouvent en désaccord avec le point de vue développé par Stark, et le groupe se sépare en mauvais termes. Seuls Red Richards (Mr Fantastique) et Flèche noire tombent d’accord avec Tony. Collaborant avec Hank Pym et Red Richards pour imaginer et développer des initiatives en faveur du SRA (et ainsi prendre la tête du mouvement en faveur de la législation pour mieux la contrôler), Stark rend une nouvelle fois publique sa double identité, afin d’illustrer son soutien à la loi.
Cependant, Captain America entre en désaccord avec Stark et prend la tête d’un mouvement clandestin de résistance à la nouvelle loi, une décision qui provoque la scission des Avengers. C'est alors que le protégé de Tony, Peter Parker (Spider-Man) perd progressivement confiance en Stark, notamment à cause des choix moralement douteux des partisans de la loi en général, et de Stark en particulier, ainsi qu'à cause de la mort de Goliath (Bill Foster), tué durant l’une des confrontations entre les deux groupes. Parker finit alors par rejoindre la résistance menée par Captain America.
Afin de combattre les forces de son adversaire, Tony Stark forme une alliance avec les Thunderbolts du baron Helmut Zemo, et commence à instaurer une forme de conscription forcée envers des super-criminels, les obligeant à entrer au service du gouvernement américain en échange d’une peine réduite. Secrètement, Tony s'arrange aussi pour provoquer une guerre entre les États-Unis et Atlantis (le royaume de Namor), pensant que cela permettrait de rallier à sa cause plus de héros afin de défendre les États-Unis. Finalement, Captain America se rend aux autorités après avoir réalisé, lors d’une nouvelle bataille entre les deux camps où Vision avait neutralisé Iron Man, que le public ne comprend pas son choix, et que celui-ci soutient les partisans du SRA. Peu après, le Captain est apparemment assassiné par des agents de Crâne rouge alors qu’il était conduit au tribunal, à la consternation de Stark.
Le conflit entre surhumains étant quasiment achevé, Tony Stark est nommé directeur du SHIELD (en remplacement de Maria Hill, nommée après la démission de Nick Fury de son poste) et nomme Ms Marvel (Carol Danvers) à la tête de l’équipe officielle des Avengers. Cependant, Luke Cage, Spider-Man et Wolverine refusent de se soumettre au SRA, continuant à s’opposer à la législation au sein d’une faction rebelle des Avengers.
Dans le prolongement du SRA, les États-Unis fondent le projet Initiative des 50 états, une idée développée par Red Richards et Stark, qui sont nommés à sa tête. Le projet Initiative consiste à développer une équipe de surhumains dans chaque État pour assurer la protection du pays, tandis qu’une école pour jeunes héros est ouverte à Stamford, au Camp Hammond.
Lorsque Hulk revient sur Terre, après un long séjour sur la planète Sakaar, celle choisie par les Illuminati pour son exil, il mène une armée de Sakaariens à New York et exige la reddition sans condition des Illuminati. Tony revêt alors son armure Hulkbuster pour le combattre, mais chute devant la puissance dévastatrice du Titan vert. Tony est néanmoins capable d’arrêter Hulk, activant une puissante arme à bombardement laser montée sur un satellite.
La position de Tony comme directeur du SHIELD est menacée quand il fait une fois de plus face au Mandarin, qui avait cette fois-ci organisé une campagne terroriste globale en utilisant le virus Extremis. Au même moment, Tony commence à avoir d’inexplicables visions de ses amis disparus. La situation conduit la Commission aux activités surhumaines (CAS) à s’interroger sur l’état mental de Stark. Cependant, celui-ci, refusant d’abandonner le combat, défie la CAS et finit par remporter la bataille, stoppant juste à temps les plans du Mandarin.

#### Dark Reign
Cependant, durant l’arc narratif Secret Invasion, les installations de Stark s'avèrent inefficaces à défendre la Terre contre l'invasion des Skrulls. Cette inefficacité conduit à sa mise en disgrâce, perdant au cours de Dark Reign la direction du SHIELD, qui passe (avec tout son stock d'armures) dans les mains de Norman Osborn. Comprenant que la situation est mauvaise, Stark injecte un virus informatique dans l'ordinateur renfermant les identités de tous les héros enregistrés, privant Osborn de ces informations. La seule copie se trouvant dans sa tête, Stark verrouille ensuite son stock d'armure et s'enfuit avec l'une d'entre elles.
Réussissant à échapper à son arrestation ordonnée par Osborn, Stark efface progressivement son esprit pour protéger les héros enregistrés. Fuyant à travers le monde, il reçoit l’aide de Maria Hill, qu’il avait envoyé récupérer un disque dur contenant une sauvegarde de son propre esprit (avant le téléchargement des données du SRA) et celui de Pepper Hogan, à laquelle il a confié Stark Industries, la dotant de sa propre armure baptisée Rescue (« rescousse »), gérée par l’intelligence artificielle JARVIS.
Alors que l’esprit de Stark se détériore drastiquement, il est finalement attaqué à Dubaï par Osborn, revêtu de l’armure Iron Patriot (en). À ce moment, Tony était quasiment décérébré et, tandis que leur duel est retransmis à la télévision, Osborn est contraint de ramener Stark vivant aux États-Unis, sous peine de voir tous ses efforts pour redorer son blason totalement anéantis en tuant un homme impuissant.

#### Siège d'Asgard
Confié à la garde de Thor, Tony Stark avait laissé des instructions permettant à ses principaux amis de restaurer son esprit et de le sortir de son coma, cette-fois-ci doté des souvenirs présents lors du début de sa cavale.
Revêtant l’une de ses anciennes armures d’Iron Man, Stark est remis sur pied à temps pour rejoindre les Avengers et leurs alliés lors du siège d’Asgard, contribuant à la défaite finale de Norman Osborn, à la tête du siège, en désactivant son armure d’Iron Patriot (en). Il envoie également l'héliporteur du HAMMER d'Osborn s'écraser sur Void/Sentry alors que celui-ci est en pleine démence et qu'il vient d'assassiner les dieux Arès et Loki. Étant redevenu à son état humain, Void/Sentry est achevé par Thor qui jette son cadavre dans le Soleil.
Après la chute d’Osborn, Stark rejoint une nouvelle fois les Avengers, se confectionne une nouvelle armure et crée une nouvelle société, « Stark Resilient », dans le but d’utiliser sa technologie des répulseurs d'énergie afin de fournir une source d'énergie gratuite et propre au reste du monde. Quand Hood, un ancien allié d’Osborn, vole les quasi omnipotentes Gemmes de l'infini que les Illuminati avaient cherché à mettre en sécurité, il est vaincu par les Avengers quand Iron Man utilise les Gemmes au travers du Gant de l’infini. Par la suite, Stark et les Illuminati se partagent de nouveau les gemmes.

#### Fear Itself
Durant l'arc narratif Fear Itself, quand sept marteaux mystiques dévastateurs s’écrasent sur Terre, permettant aux lieutenants (les Dignes) du maléfique dieu de la peur d’Asgard, Cul le Serpent, de s’incarner sur Terre, Iron Man est vaincu à Paris en affrontant la Gargouille grise, devenue « Mokk, le Briseur de foi ».
Tony sacrifie alors ses efforts de sobriété auprès du souverain asgardien Odin en échange de son aide pour la création d’armes susceptibles de résister aux Dignes ; un Iron Man amélioré par la magie asgardienne (ainsi que d’autres héros pareillement équipés) parviennent ensuite venir à bout des Dignes et de Cul.
Après avoir assisté aux funérailles de Captain America (James Barnes) et de Thor Odinson, tous deux apparemment tombés durant les combats, les Avengers se reforment une fois de plus. Stark trouve malgré tout le temps de reconstruire le premier androïde Vision, détruit durant la crise de démence de la Sorcière rouge des mois auparavant, qui réintègre alors l'équipe.

#### Les anneaux du Mandarin
Pendant ce temps, le Mandarin formait une alliance avec Ezekiel Stane (le fils d’Obadiah), Justin Hammer et Sasha Hammer, fille de Justine et du Mandarin. Ensembles, ils améliorèrent de nombreux ennemis d’Iron Man, parmi lesquels le Laser vivant, Vibro, Blizzard ou encore Whirlwind, afin de mener une véritable guerre contre Tony. Après avoir simulé la mort de Rhodes (pour lui confier une nouvelle armure d’Iron Man), Tony laissa le Mandarin croire avoir remporté leur première bataille ; puis, en collaboration avec Captain America, Tony décida de quitter sa société pour protéger ses amis et se livra au Mandarin. Celui-ci obligea Tony et Stane, devenu un simple pion de son allié, à construire pour lui le Titanomech; mais Tony et Stane purent convaincre plusieurs agents du Mandarin de s’allier avec eux pour affronter le Mandarin. Avec l’aide des héros locaux de la Dynastie et de la Triumph Division, Tony et ses alliés réussirent à détruire le Titanomech et à vaincre le Mandarin, qui fut tué par Ezekiel Stane.
Iron Man se retrouva bientôt impliqué dans le conflit entre les Avengers et les X-Men concernant la Force Phénix, qui s’acheva par la défaite des deux équipes par un Cyclope non repenti de ses actions, lorsqu'il fut corrompu par la Force Phénix, avec la résurgence des mutants. Souhaitant faire le point sur sa vie, Tony décida de partir pour l’espace pendant un temps, équipé d’une nouvelle armure (Iron Man Vol.5 #5 février 2013). Après avoir empêché de nouveaux mauvais usages de l’Extrémis avant de quitter la Terre, il intégra les Gardiens de la Galaxie.

#### L'origine secrète de Tony Stark
Durant son séjour dans l’espace, Iron Man fit face à un Enregistreur rigellien renégat, l’Enregistreur-451. Celui-ci lui révéla qu’il avait autrefois conclu un accord avec Howard Stark pour assurer la naissance de Tony, qui souffrait de malformations durant la grossesse de sa mère. L’Enregistreur expliqua avoir modifié génétiquement Tony, augmentant son intelligence, et l’adaptant pour faire de lui le pilote d’une gigantesque armure, le Godkiller, destinée à être la défense ultime de la Terre. Tony fut contraint de prendre les commandes du Godkiller mais se révéla incapable de le piloter ; découvrant que son plan avait échoué, l’Enregistreur-451 décida de détruire Tony et le Godkiller. Tony réussit à s’échapper d’extrême justesse, désactivant l’Enregistreur-451. Revenant sur Terre, Tony chercha à savoir pourquoi il avait été incapable de piloter le Godkiller et découvrit qu’il n’était pas le bébé que l’Enregistreur-451 avait autrefois modifié, mais un enfant adopté par ses parents pour empêcher le robot de découvrir le véritable enfant. Tony retrouva alors la trace de son frère par adoption, Arno Stark (en), qui ne courrait plus aucun danger avec la défaite de l’Enregistreur. Ensembles, les deux frères Stark décidèrent d’unir leurs génies inventifs pour exploiter les connaissances de l’Enregistreur afin de construire un monde meilleur, commençant par l’ancienne base du Mandarin: Mandarin City.
Stark découvrit les fiançailles de Pepper avec Marc Kumar à son retour de l’espace et celle-ci lui proposa d’engager Kumar pour gérer la cité futuriste Mandarin City rebaptisée Troie. Pepper fut aussi la première personne à laquelle Stark confia sa découverte d’avoir été secrètement adopté par Howard et Maria Stark, ainsi que de l’existence de son frère, Arno Stark, le vrai fils biologique de ses parents. La construction de Troie fut compliquée par plusieurs attaques terroristes, causées par les anneaux du Mandarin qui trouvent de nouveaux hôtes (Iron Man Vol.5 #18 à #28). À cause de son ressentiment envers Stark, Kumar fut contacté par l’anneau de pouvoir mental du Mandarin et devint Liar, capable de créer des illusions grâce à l’anneau. Après la défaite des anneaux du Mandarin, Kumar fut arrêté par le SHIELD et enfermé dans un hôpital de haute sécurité ; Pepper lui rendit visite, rompant avec lui.

#### Superior Iron Man
À la suite du combat contre Red Onslaught (Avengers & X-Men: AXIS (2014)), la moralité des héros et des méchants de la Terre a été inversée par la magie de la Sorcière rouge et du Docteur Fatalis. Alors que le sort était annulé, Tony Stark, corrompu, a réussi à se protéger et a ainsi conservé sa personnalité perverse alors même que la plupart des héros de la Terre revenaient à leur état habituel.
Le nouveau Tony plus sombre a déménagé à San Francisco et de s'est construit un empire, devenant un monstre égoïste. Il se montre finalement comme un véritable anti-héros en diffusant le virus Extremis 3.0 au public (déguisé en une application de smartphone), provoquant une dépendance à la substance et privant les victimes jusqu'à ce qu'ils aient payé les frais de 99,99 dollars par jour. Cela a provoqué d'importants troubles sociaux et de la panique, ainsi que de grandes souffrances car une grande partie de la société est devenue en fait des toxicomanes asservis à la volonté de Tony, qui le prend comme un jeu et en passe une grande partie de son temps à des fêtes et à des événements sociaux tandis que le monde qui l'entoure souffre.
Tony n'étant pas stupide, cependant, il savait qu'il devait équilibrer sa cruauté afin d'empêcher le monde de se soulever contre lui et il s'est donc engagé dans une prise de contrôle hostile de nombreuses entreprises, a forcé les gens à promouvoir positivement ses applications Extremis (via chantage) et est même allé jusqu'à libérer une armée de drones pour agir comme une police personnelle - devenant essentiellement un tyran.
Cette version d'Iron Man a été tuée dans Avengers Vol. 5 #44 (2015), lorsque l'univers original de Marvel (Terre 616) et l'univers Ultimate (Terre 1610) sont entrés en collision, anéantissant toute vie dans les deux. Il a passé ses derniers instants à combattre Captain America et les deux ont été tués dans le crash d'un héliporteur peu de temps avant que l'univers entier ne soit effacé. (Reed Richards redémarrera plus tard l'ensemble du multivers, rétablissant à nouveau les univers détruits, où Iron Man était revenu à la normale et n'était pas corrompu).

#### Civil WarII
Huit mois après la remise en état du multivers, Tony Stark s'est fait un allié improbable dans le soi-disant repenti Victor Von Fatalis lors d'une aventure enquêtant sur le retour de Madame Masque. Victor est devenu un acteur clé dans la défaite de Masque (Invincible Iron Man Vol.3 #5 (2016)) et a continué à soutenir Stark, au grand scepticisme de Tony.
Peu de temps après, la communauté des super-héros a été divisée en apprenant l'existence d'un Inhumain nommé Ulysses Caïn qui avait la capacité de voir l'avenir. Tony s'est opposé à l'idée de Captain Marvel d'utiliser activement les capacités d'Ulysse pour s'attaquer de manière préventive à toute menace, suggérant qu'il était dangereux de tenir ses visions pour acquises pour plusieurs raisons. Le fait qu'il était possible d'empêcher les événements que Caïn vit signifiait qu'il n'avait rien de gravé dans la pierre, de plus, on savait peu de choses sur le fonctionnement des pouvoirs d'Ulysse, y compris leur efficacité. Stark a également remis en question la moralité d'arrêter et de punir quelqu'un pour un désastre qu'il pourrait seulement potentiellement causer.
Peu de temps après cette première manifestation de tensions entre les idéaux de Captain Marvel et de Tony, Stark a décidé de commencer une recherche sur l'identité de ses parents biologiques. À Sofia, en Bulgarie, Stark a appris que sa mère biologique était la productrice de musique Amanda Armstrong (International Iron Man 2016).
Après la réunion de famille, la tension entre Iron Man et Captain Marvel a augmenté à la suite de deux occasions différentes où elle a tenu compte des visions d'Ulysse qui ont abouti à une tragédie. Tout d'abord, War Machine est mort et Miss Hulk a été plongée dans le coma lors d'une embuscade préventive sur Thanos. Plus tard, Bruce Banner a été assassiné par Hawkeye prétendument une fraction de seconde avant qu'il ne se transforme en Hulk lorsque Banner a été interrogé en raison de l'une des visions de Cain le prévoyant avec des conséquences catastrophiques.
Après que le capitaine Marvel ait arrêté une banquière financière innocente nommée Alison Green basée sur rien de plus qu'une vision d'Ulysse qui s'est révélée fausse, Iron Man a demandé l'aide de plusieurs super-héros qui se sont opposés au profilage pour attaquer le Triskelion et sauver Green. La bataille qui s'ensuivit entre les forces d'Iron Man et de Captain Marvel fut interrompue lorsqu'une nouvelle vision annonça la mort de Captain America par le nouveau Spider-Man Miles Morales sur les marches du Capitole.
Iron Man et Captain Marvel en sont venus aux mains une dernière fois après que Spider-Man et Captain America se soient rendus à Washington D.C. pour prouver que la vision était fausse. Tony a perdu le combat et est tombé dans le coma, survivant uniquement grâce aux modifications secrètes qu'il avait apportées à son corps pour le maintenir en vie. Son corps a été placé dans une capsule de stase dans le Triskelion. Pendant ce temps, les pouvoirs d'Ulysse avaient évolué au-delà de la capacité de compréhension humaine, il quitta la Terre pour rejoindre d'autres entités cosmiques.
Au lendemain de la chute de Tony, Fatalis a décidé de reprendre le flambeau d'Iron Man afin à la fois d'aider à établir sa nouvelle position de héros et de perpétuer l'héritage de Stark. Une copie numérique de l'esprit de Stark s'est activé et a localisé Riri Williams, une adolescente prodige avec une affinité pour les armures qui avait attiré l'attention de Tony peu avant la guerre, afin de la former à devenir un héros. À la demande de la volonté de Tony, Amanda Armstrong est devenue PDG de Stark Industries pour empêcher l'entreprise de tomber entre les mains de son conseil d'administration. Le corps comateux de Tony a été emmené au complexe industriel Stark à Douvres, où il est resté dans une capsule de bio-restructuration jusqu'à ce que son corps soit reconstitué cellule par cellule, entraînant son réveil soudain. Il a disparu de l'établissement Stark et s'est caché jusqu'à ce qu'il se soit complètement rétabli, ne s'approchant de sa mère qu'une seule fois pour s'assurer qu'il était en sécurité. Dans l'espoir qu'il pourrait s'avérer que Rhodey n'était pas mort mais dans un état similaire à celui dont il s'était réveillé, Tony a exhumé son corps du cimetière d'Arlington. Après avoir effectué les procédures nécessaires pour relancer le système biologique de Rhodey, Tony le ramena à la vie. Rhodey a rejoint Tony dans la lutte contre The Hood pour empêcher Stark Industries de tomber dans ses mains. Tony a par la suite abattu son propre père biologique, Jude, qui était sorti de l'ombre après des décennies à garder secrète sa résurrection aux mains d'Hydra (Invincible Iron man #600 (2018)).

#### Stark Unlimited
Peu de temps après avoir officialisé son retour, Tony a renommé son entreprise en Stark Unlimited, un groupe de réflexion qui a également servi d'incubateur d'idées pour de nouveaux costumes, transformant Iron Man en un projet collaboratif, qui est également revenu à l'idée de créer une armure spécifique en fonction de la situation (Tony Stark: Iron Man (2018-2019). Iron Man a rejoint les Vengeurs, marquant le retour collectif des " 3 Big " - lui-même, Captain America et Thor - dans l'équipe. Tony a également renoué avec un autre membre fondateur, la Guêpe, et a commencé à sortir avec elle.
Malgré son nouveau souffle de vie revigoré, Tony était constamment hanté par la peur d'avoir perdu son humanité en raison du processus qui a reconstruit son corps cellule par cellule. La pire peur de Tony a été exacerbée lorsqu'il a été piégé dans un monde virtuel de sa propre fabrication appelé eScape. Le système d'exploitation corrompu de l'eScape nommé Motherboard a affirmé avoir découvert qu'il n'y avait aucune trace génétique du Tony Stark original dans le corps de Tony. De plus, alors qu'il subissait un lavage de cerveau par Motherboard, Tony a recommencé à boire et son envie ravivée de boire s'est propagée dans le monde réel lorsqu'il s'est libéré du cauchemar numérique.
Après avoir fusionné avec sa propre armure au niveau moléculaire lors d'une confrontation contre Ultron, Tony a utilisé une armure Nano-Iron Man pilotée à distance pour s'aventurer dans son propre corps pour réparer les dégâts, et a trouvé des étiquettes de fabrication microscopiques estampillées "Fondation Maria Stark" dans ses propres cellules. Pour cette raison, Tony est devenu convaincu qu'il était un être artificiel et une simulation du vrai, feu Tony Stark. Après la défaite d'Ultron, le frère de Tony, Arno, a revendiqué Stark Unlimited, arguant que puisque le module de bio-restructuration utilisé pour créer le nouveau corps de Tony était de sa conception, Tony était sa propriété, ainsi que tout ce qui lui appartenait. Par la suite, Arno a investi toutes ses ressources dans la création de sa propre armure, prenant également le nom d'Iron Man.

#### Rébellion robotique
Après avoir disparu des yeux du public pendant des semaines, Stark a pleinement assumé son identité d'intelligence artificielle. Enfilant une reconstitution de son armure modèle 1, Tony a adopté l'identité de Mark One et est devenu le chef secret de l'I.A. Army, un contre-mouvement de formes de vie artificielles telles que des robots et des androïdes luttant contre l'oppression croissante de la part des humains.
Les efforts de libération de l'I.A. Army ont été régulièrement contrés par Arno, qui est devenu la première force d'oppression des intelligences artificielles. Les tensions ont atteint leur paroxysme lorsqu'Arno a eu l'intention de diffuser à l'échelle mondiale un correctif logiciel pour rendre tout robot asservi, forçant Tony à en venir directement aux mains contre son frère. Au cours de cette confrontation, Arno a révélé à Tony qu'il avait l'intention de regrouper l'humanité et le genre robotique afin de combattre une menace imminente appelée "Entité d'Extinction", une illusion causée par la maladie récurrente d'Arno. Tony ayant refusé de croire les affirmations d'Arno, la rencontre s'est terminée par la chute de Tony après avoir réussi à désactiver la diffusion. Quelques secondes avant de toucher le sol, la conscience de Tony a été retirée de son corps par son allié A.I. FRIDAY.
Alors que Tony acceptait son identité et renonçait finalement à l'idée qu'il n'était pas le vrai Tony Stark, ses alliés ont emmené son corps au QG de Stark Unlimited et ont utilisé du matériel génétique obtenu des deux parents de Tony en combinaison avec un bio-pod pour restaurer complètement son corps, en supprimant tout remplacement de cellules artificielles. Après avoir téléchargé sa conscience dans son corps, Tony a emmené ses alliés à la station spatiale Stark pour arrêter le nouveau plan d'Arno visant à contrôler mentalement l'humanité au lieu des robots. En utilisant sa nouvelle armure virtuelle, Tony a submergé son frère. En réalisant qu'il ne pouvait pas convaincre Arno que l'Entité d'Extinction n'était pas réelle avant de pouvoir asservir l'humanité, Tony a utilisé l'Armure Virtuelle pour plonger Arno dans un rêve virtuel dans lequel l'Entité d'Extinction était réelle et réussissant à la vaincre, transformant également la combinaison en système de survie pour prolonger la vie d'Arno. Alors que l'oppression des robots diminuait, Tony a réussi à reprendre le contrôle de sa vie et a récupéré le nom d'Iron Man (Iron Man 2020 Vol 2 #6 (2020)).

#### Le Livre de Korvac

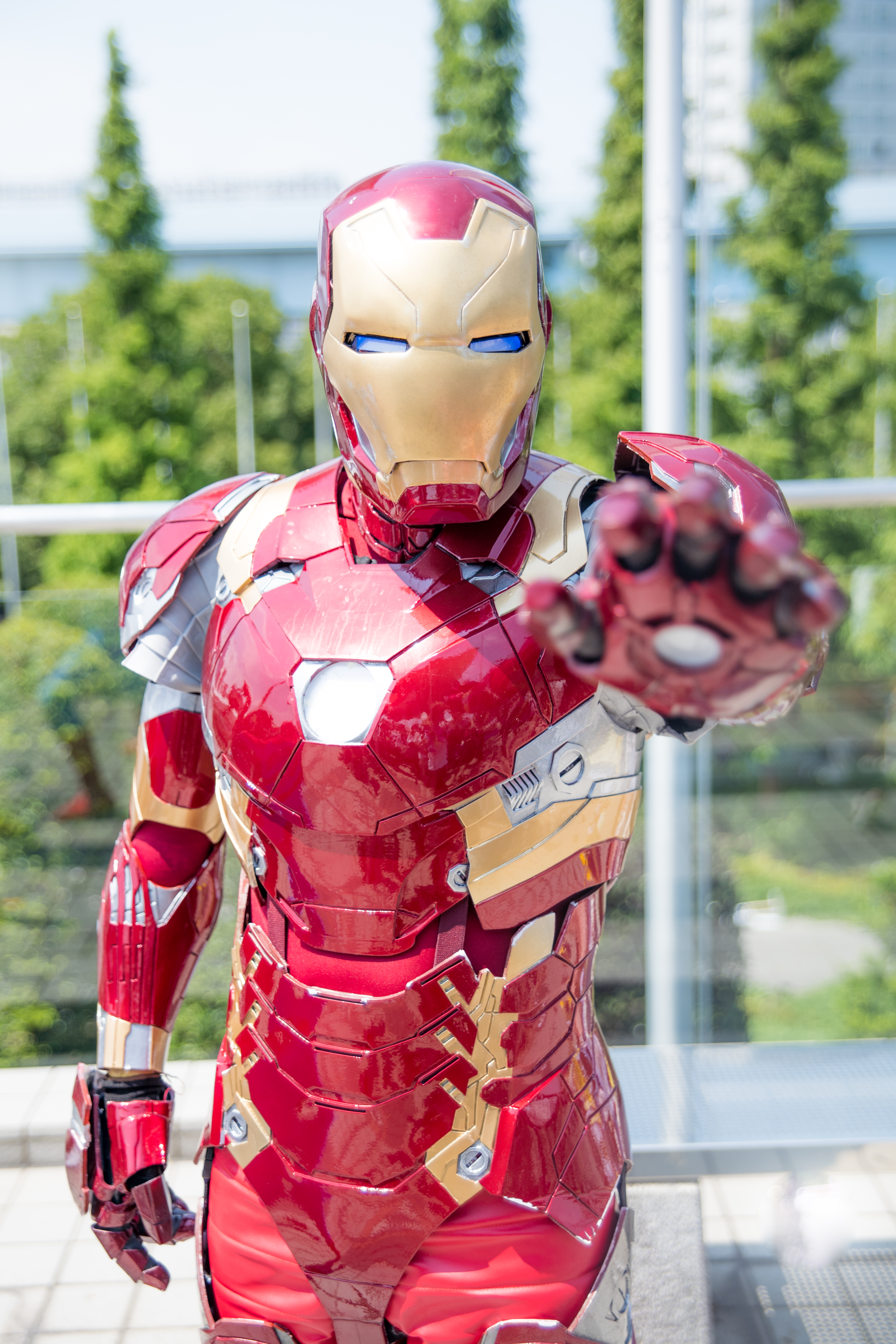
Cosplay d'Iron Man.

Poussé par le désir d'échapper aux poids des années précédentes, Stark a démissionné du conseil d'administration de Stark Unlimited pour se lancer dans un voyage de découverte de soi. S'éloignant de son style de vie high-tech et rompant également avec la Guêpe, Tony s'est installé à Manhattan et a commencé à enfiler l'armure modèle 70 d'inspiration rétro (elle s'assemble manuellement) pour adopter une approche pratique pour faire le bien dans le monde. Il a été rapidement rejoint par son ancienne connaissance des Vengeurs, Hellcat, qui a aidé Tony à prendre les bons choix dans sa nouvelle vie et est devenue sa partenaire dans sa lutte contre le crime.
Pendant ce temps, le dieu symbiote Knull a envahi la Terre. Stark a obtenu un symbiote puissant en mutant un dragon symbiote avec Extremis et en le fusionnant avec son armure, créant l'Extrembiote. Il l'a utilisé pour lutter contre les forces de Knull et prendre le contrôle d'un Céleste réanimé par un symbiote. Découvrant que Carnage avait refait surface, Iron Man a contacté l'agent Anti-Venom et a ensuite tenté d'utiliser l'Extrembiote pour l'aider, mais il a été assimilé par Carnage, laissant Tony hospitalisé.
Iron Man et Hellcat se sont retrouvés dans l'espace à la poursuite de Korvac afin de l'empêcher d'atteindre Taa II (la station spatiale de Galactus, sa « maison » en forme de Ruban de Möbius de la taille d'un système solaire), pour qu'il retrouve sa divinité via le pouvoir cosmique. Après s'être fait briser le cou par Korvac, Tony a été forcé d'avoir son armure attachée à son corps et de prendre de la morphine pour pouvoir combattre, développant une dépendance à celle-ci. Iron Man a poursuivi le combat aux côtés de Hellcat, War Machine et une équipe de héros hétéroclites surnommés plus tard les "Space Friends".
À la suite d'une bataille entre Tony et ses alliés d'une part, et Korvac et ses acolytes d'autre part, les deux rivaux se sont exposés au pouvoir cosmique et ont atteint chacun la divinité. Iron Man a maîtrisé Korvac, l'a laissé aux entités ésotériques et est retourné sur Terre. Bien qu'il ait eu l'intention d'utiliser sa nouvelle quasi-omnipotence pour l'amélioration du monde, le Dieu de Fer a été corrompu par le Pouvoir Cosmique, ne revenant à la raison qu'une fois qu'il eut tué ses alliés dans un accès de rage. Après un moment d'auto-réflexion avec l'aide de Hellcat, Tony a annulé les dégâts et a abandonné le Pouvoir Cosmique. Par la suite, il a été confronté à un Korvac en fuite juste au moment où les symptômes de son sevrage à la morphine ont commencé à se manifester. Stark a alors poussé Korvac à renoncer à sa divinité, mais celui-ci a changé d'avis après avoir sévèrement battu Tony. Il a l'emmené dans un hôpital et s'est ensuite suicidé. Après s'être remis des coups, Tony a intégré une clinique de réadaptation pour surmonter les symptômes de sevrage à la morphine (Iron Man Vol.6 #19 (2022)).

## Pouvoirs, capacités et équipement

### Capacités
Tony Stark est un inventeur de génie. Son expertise en mathématiques, physique, chimie et informatique rivalise avec celles de Red Richards, Hank Pym et Bruce Banner. Son expertise en génie électrique et mécanique dépasse même la leur.
Il est souvent considéré comme l'un des personnages les plus intelligents de l'univers Marvel, diplômé en physique et en ingénierie à l'âge de 17 ans au Massachusetts Institute of Technology (MIT) et qui, avec le temps, a développé ses connaissances, allant de l'intelligence artificielle à la mécanique quantique. Son expertise s'étend également à son ingéniosité dans le traitement des situations difficiles (telles que des ennemis coriaces et des pièges mortels), au cours desquelles il est capable d'utiliser les outils disponibles, y compris son armure, de manière peu orthodoxe mais efficace.
Il est également très respecté dans le monde des affaires, étant capable de capter l'attention des gens quand il parle de questions économiques, ayant au fil des ans accumulé plusieurs entreprises valant plusieurs millions de dollars à partir de pratiquement rien. C'est aussi un meneur d'hommes qui, en complément de son sens des affaires possède un sens aigu de la politique. À plusieurs reprises, il a regagné le contrôle de ses entreprises après les avoir perdues à la suite de prises de contrôle hostiles.
En dépit d'une tendance à ne pas s'embarrasser des questions légales, voire morales dans ses affaires, il bénéficie d'une image populaire positive, associée à une solide éthique personnelle. Ainsi, il a immédiatement congédié un employé qui avait fait des ventes rentables, mais illégales, au Docteur Fatalis,. Il est aussi connu pour la loyauté qu'il demande et retourne à ceux qui travaillent pour lui. Par ailleurs, il s'efforce d'être écologiquement responsable dans ses entreprises.
Bien que devenu alcoolique, il a fait preuve d'une grande volonté, ayant réussi à deux reprises à se sortir de son addiction, ressortant plus fort que jamais après ces victoires.
Lorsque, pendant un temps, il se retrouva dans l’incapacité d'utiliser son armure, il prit des cours de combat au corps à corps avec Captain America, devenant désormais capable de se défendre par lui-même si le besoin s'en fait sentir. Il a aussi poursuivi son entraînement avec ses amis, l'ancien boxeur Happy Hogan et l'ancien militaire James Rhodes.

### Équipement: l'armure d'Iron Man

#### Présentation

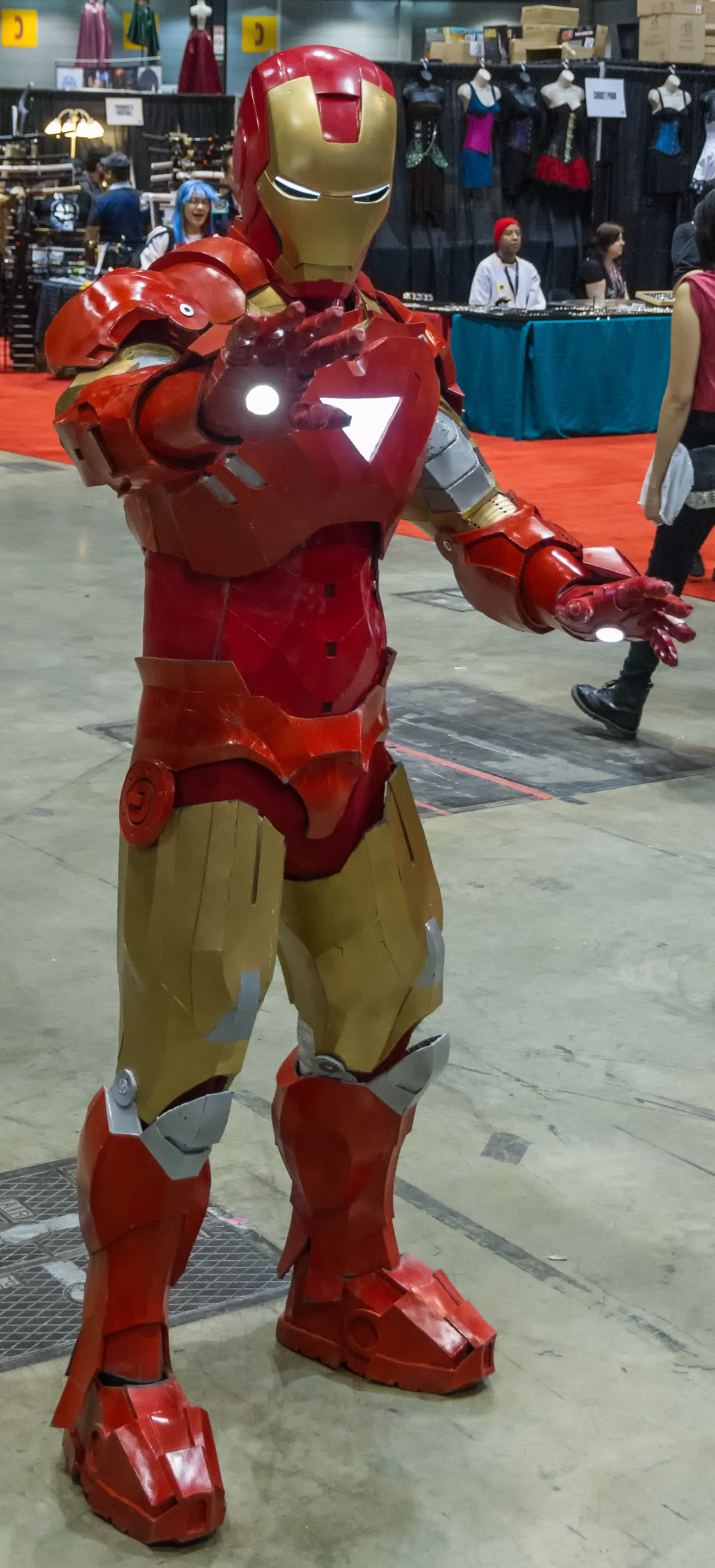
Cosplay d'une armure d'Iron Man (Mark IV, version cinéma) avec le rayon répulseur du gantelet en action (cercle lumineux), ainsi que l’« unirayon » (triangle lumineux).

Sans son armure de haute technologie, Tony Stark n'est qu'un simple humain. Lorsqu'il revêt son armure, il dispose de plusieurs capacités surhumaines, différentes selon l'armure qu'il utilise.
L'élément caractéristique de l'armure d'Iron Man est sa principale arme à énergie, appelée « rayon répulseur » (ou « répulso-rayon » en VF), une arme conçue pour repousser les attaques en émettant un puissant rayon de particules à partir des paumes de ses gants, aussi utilisée comme un bouclier d'absorption d'énergie. L'armure est également protégée par un champ de force individuel.
Parmi les autres armes intégrées dans les diverses incarnations de l’armure d'Iron Man figurent la plaque thoracique qui comporte l'« unirayon » (uni-beam, aussi appelé variobeam, pentabeam ou tri-beam), un puissant faisceau lumineux d'exploration qui peut projeter des rayons de quasiment chaque longueur d'onde du spectre lumineux (visible, infrarouge ou ultraviolet).
Son armure actuelle possède de nombreux éléments standards des versions passées ; elle peut être transportée dans un attaché-case quand elle est démontée. L'armure est conçue avec une technologie de « métal mémoriel », ce qui la rend légère et flexible quand elle n'est pas utilisée, mais extrêmement résistante quand elle est polarisée.
L'armure comprend également un projecteur de rayon laser, un générateur de pulsations électromagnétiques qui peut neutraliser tous les équipements électroniques sur une portée de 45 mètres (l'armure elle-même peut redémarrer en quelques minutes) et un projecteur holographique qui peut soit dissimuler l'armure (camouflage optique), soit générer et projeter des images pour distraire et surprendre d'éventuels adversaires.
Les systèmes d'armes de l'armure ont constamment changé au fil des ans, mais les armes offensives standard d'Iron Man ont toujours été les rayons répulsifs de ses gants et (le plus souvent) son unirayon.
Par le passé, l'armure a aussi été dotée de décharges à pulsations (décharges de plasma extrêmement puissantes), de projecteurs soniques, de générateurs de champ magnétique, d'un générateur d'ultra-fréon (faisceau réfrigérant) et d'une torche laser.

#### Modèles
La première armure d'Iron Man, le modèle I (« Mark I »), de couleur grise, apparaît dans Tales of Suspense #39 (mars 1963). Elle est fabriquée à partir de plaques d'acier transistorisées et était très lourde. En plus d'être peu maniable et encombrante, elle utilisait beaucoup d'énergie pour supporter son poids, nécessitant des recharges constantes. Elle ne permettait pas non plus de faire des bonds, au-delà de quelques mètres. Elle est colorée avec une peinture dorée dès l'épisode suivant.
L'armure modèle II (« Mark II »), de couleur rouge et or, plus légère et plus puissante, apparaît dans Tales of Suspense #48 (décembre 1963). Elle est conçue pour réduire considérablement la pression exercée sur le cœur de Tony Stark. Elle est également plus puissante que le modèle original, et pas seulement parce qu'elle est plus légère. Elle transporte ainsi plus de dispositifs de protection et de nouvelles technologies, notamment les premiers rayons « répulseurs » de l'armure, installés sur les paumes des gants. Elle comporte aussi désormais un casque relevable.
Par la suite, Stark affine encore son armure, l'améliorant une fois de plus dans Tales of Suspense #55 (juillet 1964) avec l'armure modèle III (« Mark III »). Encore plus légère, le casque de cette armure est lui-aussi plus léger, bien qu'il soit à nouveau modifié pour permettre une façade relevable et qu'il comporte des rivets apparents. Le casque comprend également un équipement de plongée intégré, avec 15 minutes d'oxygène incluses. Des filtres protègent également des gaz toxiques. L'une des pièces d'équipement les plus importantes de ce modèle est sa ceinture flexible, qui abrite la plupart des appareils les plus puissants d'Iron Man. Un panneau derrière la boucle de la ceinture abrite de nombreux équipements, dont beaucoup s'enclenchent sur des supports magnétiques aux poignets. On doit à ce modèle l'introduction des pack d’énergie (petits disques ronds) fixés sur les deux côtés des hanches de l'armure. Ce modèle sera amélioré jusqu'au modèle III « Mark IV-B », détruit dans Tales of Suspense #85 (janvier 1967) par le Mandarin, alors que l'armure était portée par Happy Hogan.
Pour le modèle VIII (« Mark VIII »), apparu dans Iron Man (vol. 1) #200 (novembre 1985), une armure plus axée sur le combat, Tony Stark change sa couleur. Argentée et rouge, elle est connue sous le nom de la « Silver Centurion ». Plus grande et plus offensive que les armures précédentes, la combinaison reçoit également un design innovant, incorporant sur sa plaque de poitrine et de dos une forme triangulaire inversée, qui s'incline vers le bas à partir des lignes larges et nettes des épaulettes pointues. Un compartiment métallique dans le dos permet aussi plus de capacités de stockage que les anciens modèles. De plus, le nouveau look arbore un grand casque à capuche surdimensionnée, différents des précédents plus fins et aérodynamiques. Cette armure ne survivra pas à « Guerre des armures », détruite par un missile nucléaire lancé par l'armure Firepower dans Iron Man (vol. 1) #230 (mai 1988).
Le modèle XI (« Mark XI »), aussi nommée « Variable Threat Response Battle Suit », apparaît dans Iron Man (vol. 1) #281 (juin 1992). Elle est conçue pour une guerre totale, d'où son surnom de « War Machine » (« machine de guerre »). Cette armure, de couleur blanche et noire, bardée d'armes diverses, sera confiée à Jim Rhodes à partir d’Iron Man (vol. 1) #284 (septembre 1992).
Pour un panorama complet des diverses (et nombreuses) armures d'Iron Man, voir l'article anglophone Iron Man's armor (en).

#### Caractéristiques

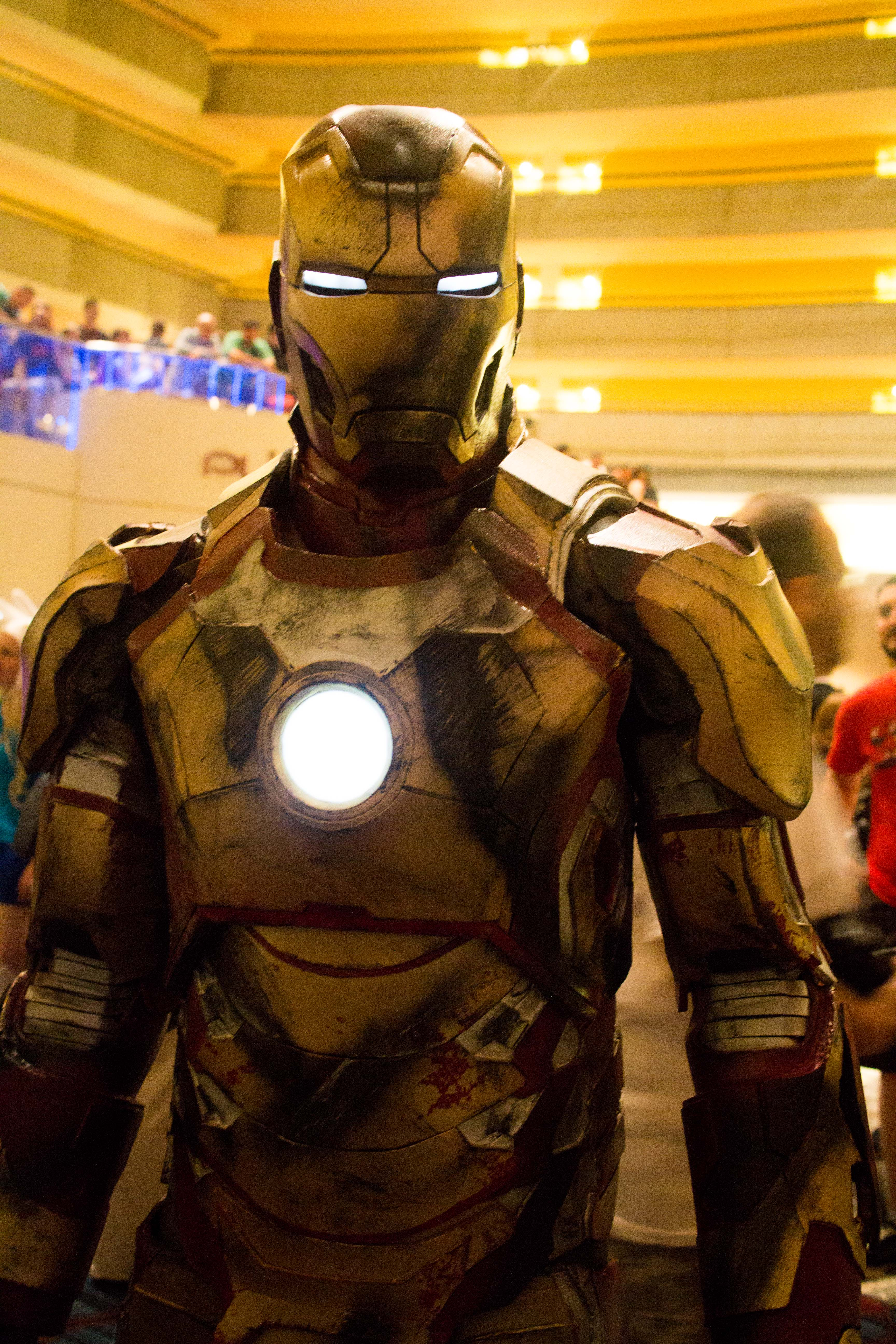
Cosplay d'une autre armure d'Iron Man.

Grâce son armure technologique, Iron Man dispose de plusieurs pouvoirs surhumains.
- Avec l'armure, Iron Man possède une force incroyable : il peut facilement soulever (ou exercer une pression équivalente à) 100 tonnes[1], et jusqu'à plus de 400 avec l'armure Hulkbuster ; lorsqu’il revêt son armure, il devient l'un des personnages les plus puissants de l'univers Marvel.
- L'alliage d'or et de titane de l'armure est plus léger que l'acier massif ; Iron Man peut donc se déplacer facilement et possède une résistance surhumaine. Il peut survivre à des impacts d'armes de petits et de gros calibres, d'explosifs, de lance-roquettes, voire de coups assénés par Hulk ou le marteau de Thor.
- Les bottes à réaction (boot-jets) de l'armure permettent à Iron Man de voler dans les airs à une vitesse supersonique jusqu’à Mach 8 (soit 9 792 km/h)[1], l'armure disposant d'un système d'autopilotage[1].
- L'ordinateur intégré à l'armure possède une interface cybernétique qui permet de piloter toutes ses fonctions, ainsi que de fournir un lien à distance avec les autres ordinateurs[1]. L'armure contient aussi un ensemble sophistiqué de communication par satellite radio pour la communication dans l'espace orbital, et peut aussi fournir des signaux radios locaux[1].
- Elle possède des armes high-tech, notamment ses rayons répulseurs et énergétiques (unirayon). L'ordinateur de l'armure comprend un système de ciblage[1] et à accès à divers capteurs, radars et détecteurs environnementaux qui peuvent identifier les cibles ennemies et connaître leurs caractéristiques en quelques secondes[1].
- Elle est par ailleurs recouverte d'un revêtement spécial, pour échapper aux radars et éviter les systèmes de verrouillages de ciblage ; elle peut aussi être rendue invisible (système de camouflage optique) pour une utilisation en mode furtif de courte durée[1].
- Elle possède une réserve d'air d'une autonomie d'un peu plus d'une heure et peut être rendue étanche et hermétique afin de voyager dans les milieux pauvres en oxygène, dans des environnements aquatiques ou dans le vide spatial[1].

Tony Stark a amélioré le lien cybernétique qui le relie à l'armure, de façon à protéger son esprit contre les tentatives de contrôle externe, puisque l'armure a souvent laissé son esprit vulnérable aux attaques psychiques. En cas de capture, l'armure est équipée d'un mécanisme d'autodestruction.

#### Les autres armures d'Iron Man

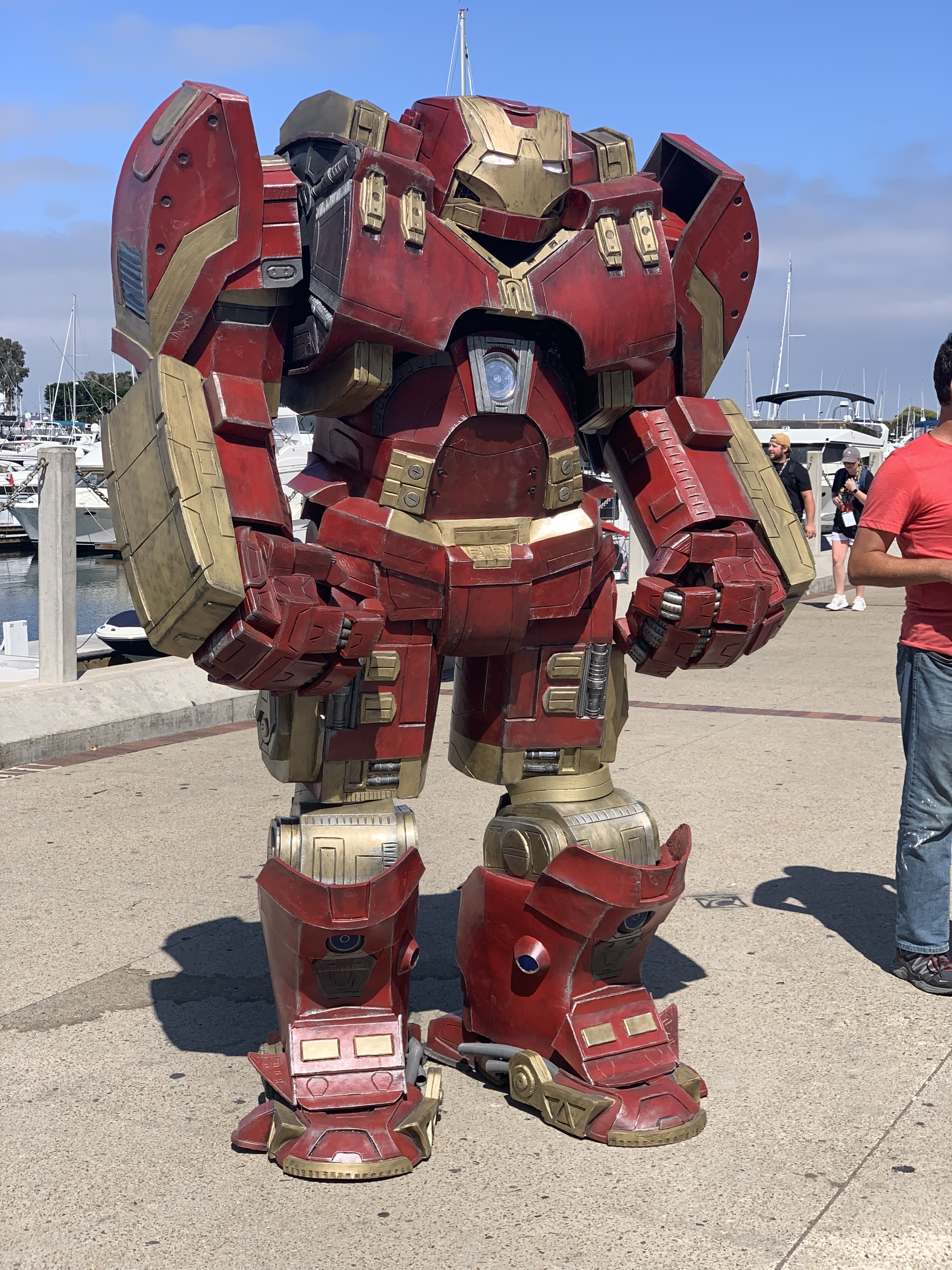
Cosplay d'Iron Man en armure « Hulkbuster ».

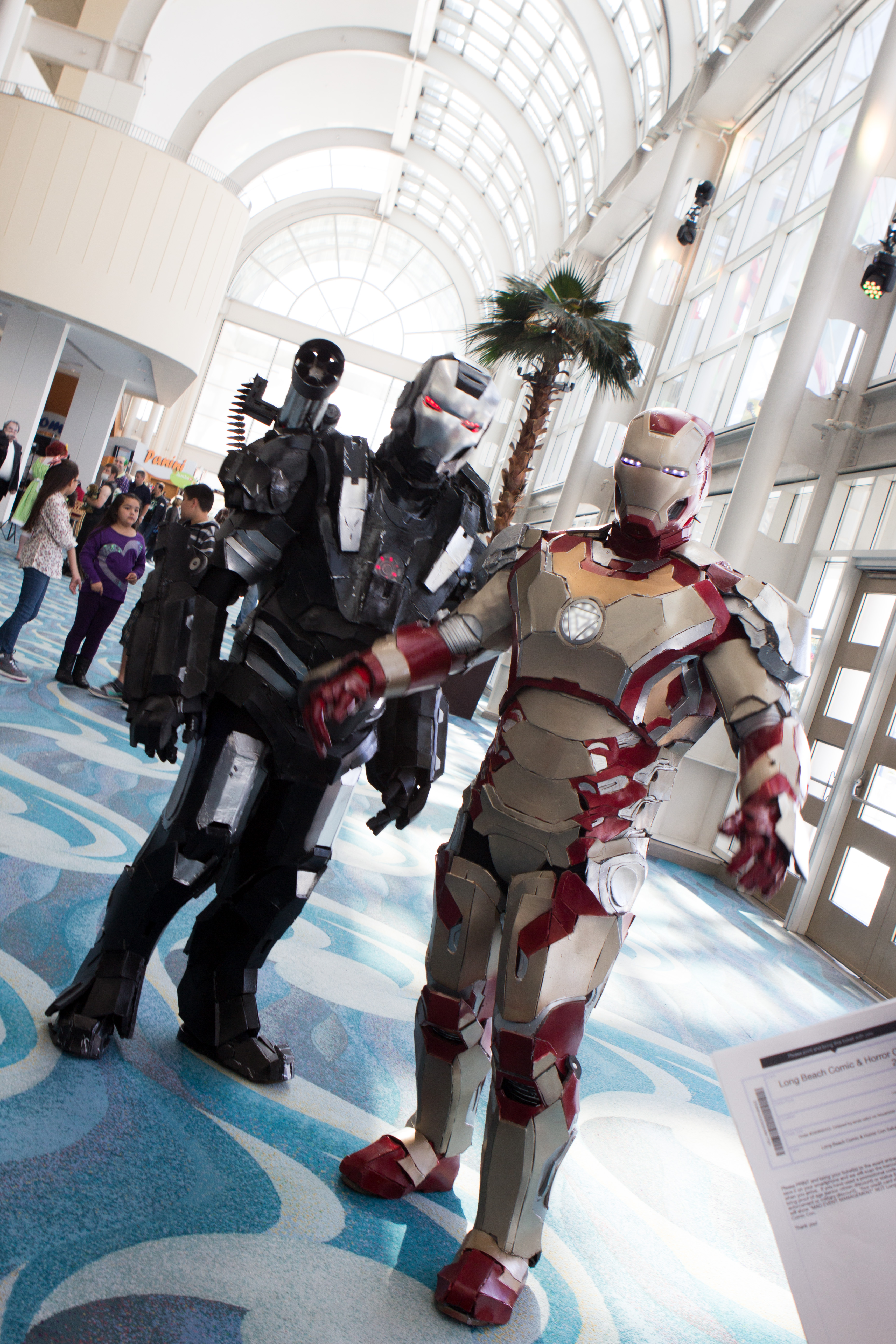
Cosplay d'une armure alternative d'Iron Man (droite) et celle de War Machine (gauche).

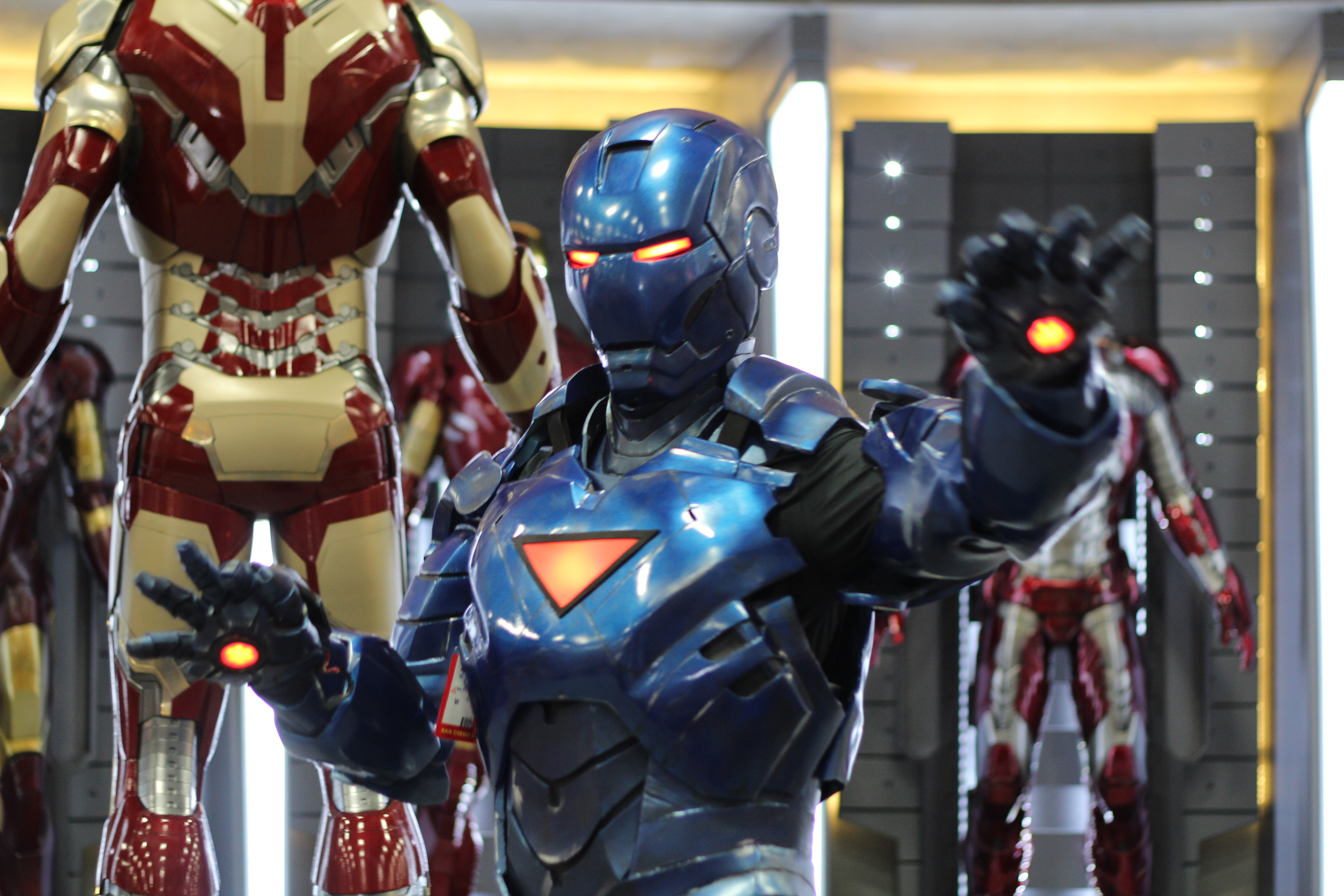
Cosplay d'une armure furtive d'Iron Man.

Tony Stark a aussi conçu un grand nombre d'armures spécialisées, adaptées à des environnements ou des situations particulières, :
- les modèles « Hulkbuster », ses armures les plus puissantes, conçues à l'origine pour combattre l'incroyable Hulk ;
- le modèle « Thorbuster », imaginé pour combattre Thor et combinant la technologie de Stark avec la magie asgardienne ;
- le modèle « 3FB » ou « Fin Fang Foom Buster » , une armure géante pilotée par l'armure classique pour combattre Fin Fang Foom, un dragon extra-terrestre géant ;
- différentes armures furtives, quasiment impossibles à repérer mais qui possèdent en contrepartie une capacité offensive très réduite ;
- un modèle construit à partir de matériaux non métalliques (notamment pour affronter le mutant Magnéto) ;
- des armures pour les grandes profondeurs sous-marines, conçues pour les missions se déroulant à plus de 5 000 m de profondeur ;
- des armures spatiales, à atmosphère extérieure et contre la forte gravité, réalisées pour des missions de longue durée en milieu non terrien ;
- l'armure ablative, construite en utilisant une série de puces électroniques auto-remplaçantes afin que les dégâts occasionnés à la structure d'ensemble puissent être instantanément réparés ;
- une armure arctique, conçue pour des périodes prolongées dans des environnements dotés d'une température inférieures à zéro degré ;
- l'armure de forage, conçue pour creuser à travers la roche solide ;
- l'armure anti-radiations, afin de se déplacer dans des zones fortement irradiées, etc.

Stark conserve également des exemplaires d'anciennes armures, qu'il n'entretient plus. Celles-ci comprennent des ajouts comme, notamment : un revêtement à l'épreuve des lasers, des lance-roquettes, des mini-pistolets, des mini-canons, des mitrailleuses, des patins à roulettes à réaction montés dans les bottes, une lame (aussi tranchante que du diamant) dissimulée dans un gant (ou une scie rotative), un émetteur de protons portable, du gaz lacrymogène, des explosifs, des ventouses montées dans les bottes, un générateur de champ magnétique tenant lieu de pacemaker, une lame énergétique montée dans les gants, une unité de télécommande permettant de disposer d'un contrôle complet sur son armure tout en étant physiquement à plusieurs kilomètres, un lance-flammes, des chargeurs électriques qui permettent de relier l'armure à des sources énergétiques plus importantes, la technologie SKIN (qui rendit l'une de ses armures quasiment indestructible), des sondes de détection automatique, des tasers et de la mousse à incendie.
Pour un panorama complet des diverses (et nombreuses) armures d'Iron Man, voir l'article anglophone Iron Man's armor (en).

### Autres capacités
Au sein des armures les plus récentes d'Iron Man, sa couche inférieure est conservée dans les os de Tony Stark, qui peut la faire jaillir quand il revêt le reste de son armure. Celle-ci est magnétiquement fixée à la couche interne, s'assemblant d'elle-même autour de son corps en l'espace de quelques secondes, et est connectée directement à son système nerveux central. Depuis, il utilise plus d'armures conventionnelles ; certaines de ces armures prennent encore une forme liquide, mais ne sont plus stockées dans son corps.
Dans le crossover Civil War II, Karnak, l'Inhumain qui trouve les points faibles de toutes choses, se rend compte qu'Iron Man n'en possède aucun.[réf. souhaitée]
Dans la série animée Iron Man: Armored Adventures (2009-2012), le corps de Stark est amélioré par le virus techno-organique « Extremis », un sérum du SHIELD qui lui confère des sens et des réflexes supérieurs et qui lui permettant de vivre sans réacteur. Grâce à cela, il peut aussi relier son cerveau avec presque tous les ordinateurs de la Terre et effectuer simultanément des douzaines de tâches.

## Entourage

### Alliés
Depuis le début de ses aventures, Tony Stark est l'un des membres fondateurs de l'équipe de super-héros les Vengeurs (Avengers), qui comprenait à l'origine Thor, Hulk (Bruce Banner), la Guêpe (Janet Van Dyne) et Giant-Man (Henry Pym).
Il a aussi formé l'équipe des Puissants Vengeurs, en compagnie d'Arès, Miss Marvel, la Guêpe, Wonder Man, la Veuve noire et Sentry.
Il a créé une intelligence artificielle, F.R.I.D.A.Y, pour l'assister.
Parmi ses employés les plus connus, figure son majordome américain (mais au caractère tout britannique), Edwin Jarvis.

### Ennemis
Iron Man a combattu de nombreux ennemis aux cours de sa carrière. On peut notamment citer (liste non exhaustive) : Blacklash, Blizzard, le Constrictor, le Contrôleur, les Démolisseurs, le Docteur Fatalis, différentes incarnations de la Dynamo pourpre, le Fantôme, Fin Fang Foom, Firebrand, le Fixeur (en), l'Homme-radioactif, l'Homme de titanium, Iron Monger (Obadiah Stane), Justin Hammer, le Lama noir, le Laser vivant, la Licorne, Madame Masque, le Mandarin, MODOK et l'AIM, Spymaster, Sunset Bain (en), Thanos, la Veuve noire, Ultimo, Ultron et Whiplash.
Iron Man est un héros de la guerre froide et, de ce fait, est souvent opposé à des super-vilains communistes tels que la Dynamo pourpre ou le Mandarin. D'après Stan Lee, Iron Man a été conçu comme un défi, pour voir si un personnage tel que Tony Stark pouvait plaire aux lecteurs alors qu'il représentait tout ce que ceux-ci détestaient.

## Versions alternatives

### Iron Man de 2020
Dans la série Machine Man (vol. 2), une mini-série en quatre épisodes publiée d'octobre 1984 à janvier 1985 (en France en 1986 aux éditions Lug dans le Récit Complet Marvel no 12), Iron Man est un super-vilain. L'action se passe en 2020  dans un futur alternatif (sur la Terre-8410) où le personnage de Machine Man est réactivé. À cette époque, celui qui utilise l'armure d'Iron Man est Arno Stark (en) (Iron Man 2020 (en)), le fils de Morgan Stark, un cousin de Tony Stark et héritier de la fortune du super-héros disparu. Le personnage d'Arno Stark sera repris dans la mini-série Iron Man 2020, publiée en 2020.

### Ultimate Iron Man
Après une première apparition dans les pages d'Ultimate Marvel Team-Up, la version Ultimate Iron Man apparaît dans la série Ultimates, avant d'avoir droit à sa propre mini-série scénarisée par Orson Scott Card et dessinée par Andy Kubert (avec Mark Bagley dans le dernier numéro), qui modifie les origines narrées dans Ultimate Marvel Team-Up.

## Apparitions dans d'autres médias

### Univers cinématographique Marvel
Le personnage est interprété par l'acteur Robert Downey Jr. dans l'univers cinématographique Marvel.
- 2008 : Iron Man réalisé par Jon Favreau

Tony Stark, playboy, milliardaire, n'est pas seulement l'héritier des usines d'armement de son père (Stark Industries), mais également un inventeur de génie. En déplacement en Afghanistan, il est enlevé par des terroristes. Gravement blessé lors de l'attaque, il ne survit que grâce à une greffe à la poitrine d'un électro-aimant alimenté par une batterie de voiture afin d’empêcher des éclats d’obus d’atteindre son cœur. Stark fabrique dans le plus grand secret, un réacteur ARK miniaturisé pour remplacer la batterie de voiture, et une armure primaire qui lui permet de s'échapper. Stark se lance durant les deux mois suivants dans le développement d’une nouvelle armure bien plus évoluée. Mais c'est en fait Obadiah Stane, l’ami et le successeur de son père qui contrôle les terroristes. Avec la technologie de Stark il construit l'armure « Iron Monger » encore plus puissante et affronte Stark dans un duel. Alors qu'il est sur le point d’achever Stark, Pepper Potts fait exploser le réacteur ARK de l’usine. La décharge d’énergie épargne Stark mais met hors-service l’armure de Stane, le tuant sur le coup. Le lendemain, au cours d’une conférence de presse, Stark avoue aux journalistes être « Iron Man ».
- 2008 : L'Incroyable Hulk réalisé par Louis Leterrier (scène post-générique)

Le général Ross, défait par Hulk, croise Tony Stark dans un bar. Il dit à Ross que le programme Super-Soldat n'avait pas été gelé pour rien. Stark finit en lui révélant qu'ils mettent une équipe sur pied. Ross demande à Stark qui sont ses partenaires.
- 2010 : Iron Man 2 réalisé par Jon Favreau

Devenu malade à cause du mini-réacteur se trouvant sur sa poitrine, Stark est contraint de s'injecter des doses de palladium pour rester en vie. Mais un ennemi fait son apparition lors d'un tournoi de Formule 1 à Monaco. Ivan Vanko veut venger son père récemment décédé car les Stark l'ont accusé de trahison lors de la guerre froide. Vanko invente alors des fouets électriques surpuissants et combat Iron Man. Vaincu, Vanko n'en restera pas là. En effet, Stark a un autre ennemi, Justin Hammer, concurrent de Stark Industries. Hammer souhaite créer des armures identiques à celle d'Iron Man pour améliorer les forces de l'armée américaine. Stark trouvera de l'aide de la part de l'espionne du SHIELD Natasha Romanoff/Black Widow et de son ami James "Rhodey" Rhodes. Lors de la Stark Expo, Vanko active à distance ses drones pour éliminer Stark mais échoue.
- 2012 : Avengers réalisé par Joss Whedon

Le Directeur du SHIELD, Nick Fury, lance le projet Initiative des Avengers. Elle regroupe des individus les plus puissants de la planète. Parmi eux se trouve le milliardaire Tony Stark alias Iron Man. À bord de l'Héliporteur du SHIELD pour faire la connaissance de ses nouveaux coéquipiers (Captain America, Bruce Banner, Black Widow et Thor), Stark et Banner étudient les pouvoirs que renferme le Sceptre de Loki, capturé un peu plus tôt. Mais l'Héliporteur est attaqué par Hawkeye, sous le contrôle de Loki, qui en profite pour s'évader. Stark relance les moteurs de l'Héliporteur avec l'aide de Captain America. La bataille finale se situe au-dessus de la Tour Stark et les Avengers combattent une horde d'extraterrestres nommés les Chitauris. À la fin, Stark parvient à détourner une ogive nucléaire, lancée par le Conseil du SHIELD sur Manhattan, à travers le portail dimensionnel des envahisseurs pour stopper l’afflux de Chitauris.
- 2013 : Iron Man 3 réalisé par Shane Black

À la suite de la bataille de New-York, Tony ne dort plus et invente de nouvelles armures. Cependant un nouvel ennemi fait surface : le Mandarin. Après plusieurs attentats à la bombe orchestrés par ce dernier, Happy Hogan est gravement blessé. Stark est prêt à tout pour venger son ami. Alors qu'il reçoit dans sa villa la visite du Dr Maya Hansen, des missiles se dirigent vers eux et Stark est porté disparu. Il se retrouve alors à mener l'enquête pour retrouver le Mandarin qui se révèle être un comédien engagé pour le compte de l'AIM et du Dr. Aldrich Killian. Il découvre que les bombes étaient humaines et qu'il s'agissait d'un virus, Extremis. À la fin, Stark détruit tous les soldats Extremis de Killian.
- 2015 : Avengers : L'Ère d'Ultron réalisé par Joss Whedon[61]

Les Avengers sont à la poursuite du Sceptre de Loki, entre les mains d'HYDRA en Sokovie. Victorieux, Stark et Banner décident d'étudier le sceptre et découvrent qu'il renferme une gemme pouvant contrôler l'Esprit. Stark en déduit qu'il s'agit de la clé pour créer une intelligence artificielle du nom d'Ultron. Une fois Ultron créé, Stark se veut responsable des dégâts qu'il occasionne car il souhaite créer un monde parfait... sans Avengers. Le plan d'Ultron et de ses sentinelles est malheureusement un échec puisque les Avengers réussissent à le vaincre. Iron Man détruit le cœur du réacteur qui se situait au centre de la Sokovie.
- 2016 : Captain America: Civil War réalisé par les frères Anthony et Joe Russo

Stark organise une grande conférence pour sa nouvelle fondation, Septembre. Le Secrétaire d'État des États-Unis, Thaddeus Ross, vient proposer aux Avengers de signer les Accords de Sokovie, visant à encadrer leurs actions et empêcher de nouveaux dégâts. Stark comprend que les Avengers ne peuventt plus agir hors de tout contrôle et décide de signer ces accords. Captain America est contre. Une explosion intervient lors d'un sommet à Vienne tuant au passage le roi du Wakanda. Le Secrétaire Ross demande alors de l'aide à Iron Man pour arrêter le principal suspect Bucky Barnes, l'ami de Captain America. Rogers protégeant Bucky, Iron Man n'a pas d'autres choix que de les arrêter. Il comprendra plus tard qu'il s'agissait en réalité d'un sokovien du nom d'Helmut Zemo. Mais Zemo veut que les Avengers paient pour ne pas avoir sauvé sa famille lors de la bataille contre Ultron en Sokovie. Zemo diffuse l'assassinat des parents de Tony Stark orchestré par Bucky sous l'influence d'HYDRA. Fou de rage, Iron Man décide d'éliminer Bucky mais Captain America l'en empêche. Désormais, l'amitié entre les deux Avengers est rompue.
- 2017 : Spider-Man: Homecoming réalisé par Jon Watts

Stark surveille l'activité de Peter Parker sous le costume de Spider-Man à New York. Il lui a confié un costume plus avancé et espère qu'il ne commettra pas les mêmes erreurs que lui. Quand une confrontation entre Spider-Man et le Vautour tourne mal et manque de faire couler un navire dans la baie de Manhattan, Stark intervient, sauve la situation et reprend le costume avancé à Parker, le privant des gadgets. Après que Parker ne récupère l'équipement développé par Stark que le Vautour allait voler, Stark lui rend son costume évolué et propose à l'adolescent de rejoindre les Avengers avec une armure adaptée à ses pouvoirs.
- 2018 : Avengers: Infinity War réalisé par Anthony et Joe Russo

Stark assiste à l'arrivée de Thanos et ses Enfants sur New York, venu enlever Dr Strange, détenteur de la Pierre du Temps, une des six Pierres d'Infinité. Avec Spider-Man, il libère le sorcier et décide d'affronter le Titan fou sur sa planète d'origine, où ils sont rejoints par une partie des Gardiens de la Galaxie. L'affrontement tourne en faveur de Thanos, alors équipé de son gantelet et de quatre pierres, et Stark est gravement blessé. Il ne parvient pas à empêcher Thanos d'atteindre son but et voit la moitié des habitants de l'univers disparaître, se retrouvant seul avec Nébula sur Titan.
- 2019 : Avengers: Endgame réalisé par Anthony et Joe Russo

Stark est à la dérive dans l'espace avec Nébula. Ils sont secourus par Captain Marvel. De retour sur terre, les Avengers, en nombre réduits à la suite de la disparition de la moitié des êtres vivants de l'univers par Thanos, se divisent et se perdent de vue. Stark et Pepper Potts fondent une famille et ont une petite fille, Morgan. Cinq ans plus tard, Scott Lang parvient à revenir dans sa dimension et trouve une solution pour restaurer la vie dans l'univers en voyageant dans le passé. Les Avengers se réunissent à nouveau, même si Tony est initialement réticent et effrayé de perdre sa famille. Ils se séparent en trois groupes et se rendent dans différentes époques passées afin de récupérer les Pierres d'Infinité avant que Thanos s'en empare. À la fin du film, au cours d'une bataille épique, il parvient à vaincre Thanos et son armée en récupérant les Pierres d'Infinité afin d'exécuter le claquement de doigts, ce qui lui coûte la vie.
- 2019 : Spider-Man: Far From Home réalisé par Jon Watts (images d'archives)

### Films d'animation
- 2006 : Ultimate Avengers
- 2006 : Ultimate Avengers 2
- 2007 : The Invincible Iron Man
- 2008 : Next Avengers: Heroes of Tomorrow

### Télévision
- 1966 : L'Homme invincible (série d'animation)
- 1994-1996 : Iron Man: The Animated Series (en) (série d'animation)
- 1994-1998 : Spider-Man, l'homme-araignée (série d'animation)
- 2009-2012 : Iron Man: Armored Adventures (série d'animation)
- 2009-2011 : The Super Hero Squad Show (série d'animation)
- 2010-2012 : Avengers : L'équipe des super-héros (série d'animation)
- depuis 2012 : Ultimate Spider-Man (série d'animation)
- depuis 2013 : Avengers Rassemblement (série d'animation)
- 2014 : Hulk et les agents du S.M.A.S.H. (série d'animation)
- 2014 : Marvel Disk Wars: The Avengers (série d'animation japonaise)
- 2021 : What If...? (série d'animation)
- 2021 : Spidey et ses amis extraordinaires (Spidey and His Amazing Friends) (série d'animation)

### Jeux vidéo
- 2008 : Iron Man
- 2010 : Iron Man 2
- 2013 : Iron Man 3
- 2013 : Marvel Avengers: Battle for Earth
- 2013 : Lego Marvel Super Heroes
- 2016 : Lego Marvel's Avengers
- 2017 : Lego Marvel Super Heroes 2
- 2020 : Marvel's Iron Man VR
- 2020 : Marvel's Avengers
- 2020 : Fortnite (personnage jouable)

### Jeu de société
Iron Man apparaît également dans le jeu de plateau HeroScape Marvel.

### Musique
En 1970, le groupe de heavy metal Black Sabbath sort un album intitulé Paranoid dans lequel on trouve la chanson Iron Man (utilisée dans la bande-annonce et le générique de fin du film). Cette chanson n'a cependant rien à voir avec le personnage (voir le texte de la chanson). Néanmoins, Tony Stark porte un t-shirt Black Sabbath dans une scène du film Avengers.
En 1996, Ghostface Killah alias Tony Starks, membre du groupe de rap américain Wu-Tang Clan, sort son 1er album, qui s'intitule Iron Man.
À l'occasion de la sortie du film Iron Man 2, le groupe australien AC/DC a sorti une compilation de quelques-uns de ses meilleurs morceaux. La compilation se nomme Iron Man 2 et quelques morceaux sont présents dans la bande son du film. L'album est sorti le 29 avril 2010.

### Attraction
Le 9 octobre 2013, Walt Disney Parks and Resorts annonce la construction d'une attraction Iron Man à Disneyland Hong Kong, prévue pour fin 2016 avec un budget de 100 millions de dollars.